# Pitești
Pitești este municipiul de reședință al județului Argeș, Muntenia, România.
Se află în Podișul Getic; lângă Argeș; și la o altitudine de 289 m deasupra nivelului mării. Are o suprafață de 111,13 km². Populația este de 141.275 locuitori, determinată în 1 decembrie 2021, prin recensământ, chestionar.

## Etimologie
Nicolae Iorga consideră că numele Pitești provine de la antroponimul „Pitul”, „Ca să se ajungă la Câmpulung, cine vrea să se coboare la satul Pitului, de unde Piteștii (cf. Pitulescu, Titu, Titești), care, fiind la răscruce, a devenit mai târziu târg și la urmă oraș, trebuie să încalece spinările de dealuri …”  Iorgu Iordan arăta că numele propriu „Pitea” vine la rândul său de la „pită”, „pâine”, cu sufixul –ea” .
Aurelian Sacerdoteanu arăta că „în nume trebuie admis ca sigur radicalul Pit. Radicalul Pit intrat în toponimie trebuie să fie foarte vechi, de vreme ce i s-a pierdut sensul. Adăugarea sufixului -ești arată de asemenea o perioadă străveche. Raritatea toponimului Pitești impune concluzia că nu provine prin fenomenul de roire a satelor”.

## Istorie

### Timpuri străvechi
Urme ale existenței omului în această arie datează din paleolitic, aici găsindu-se urme ale culturii de prund, distinctivă pentru activitatea umană din paleoliticul inferior în Europa. Mai târziu, unele descoperiri arheologice au confirmat ipoteza conform căreia, în Antichitate, tribul condus de Dromihaetes (sec. IV-III î.Hr.) și-a avut rădăcinile în această zonă, tribul fiind identificat cu ordessenii sau argessenii (o populație de pe malurile Argeșului). În perioada daco-romană, teritoriul orașului actual a făcut parte din regiunea Moesia Inferior, iar mai târziu din Dacia Malvensis. Din acea perioadă datează și numeroasele fragmente de zidărie, ceramică și monede. În apropierea orașului, la Albota a existat un castru roman, tabără militară fortificată construită pe granița estică a Daciei romane.

### Istorie medievală și modernă

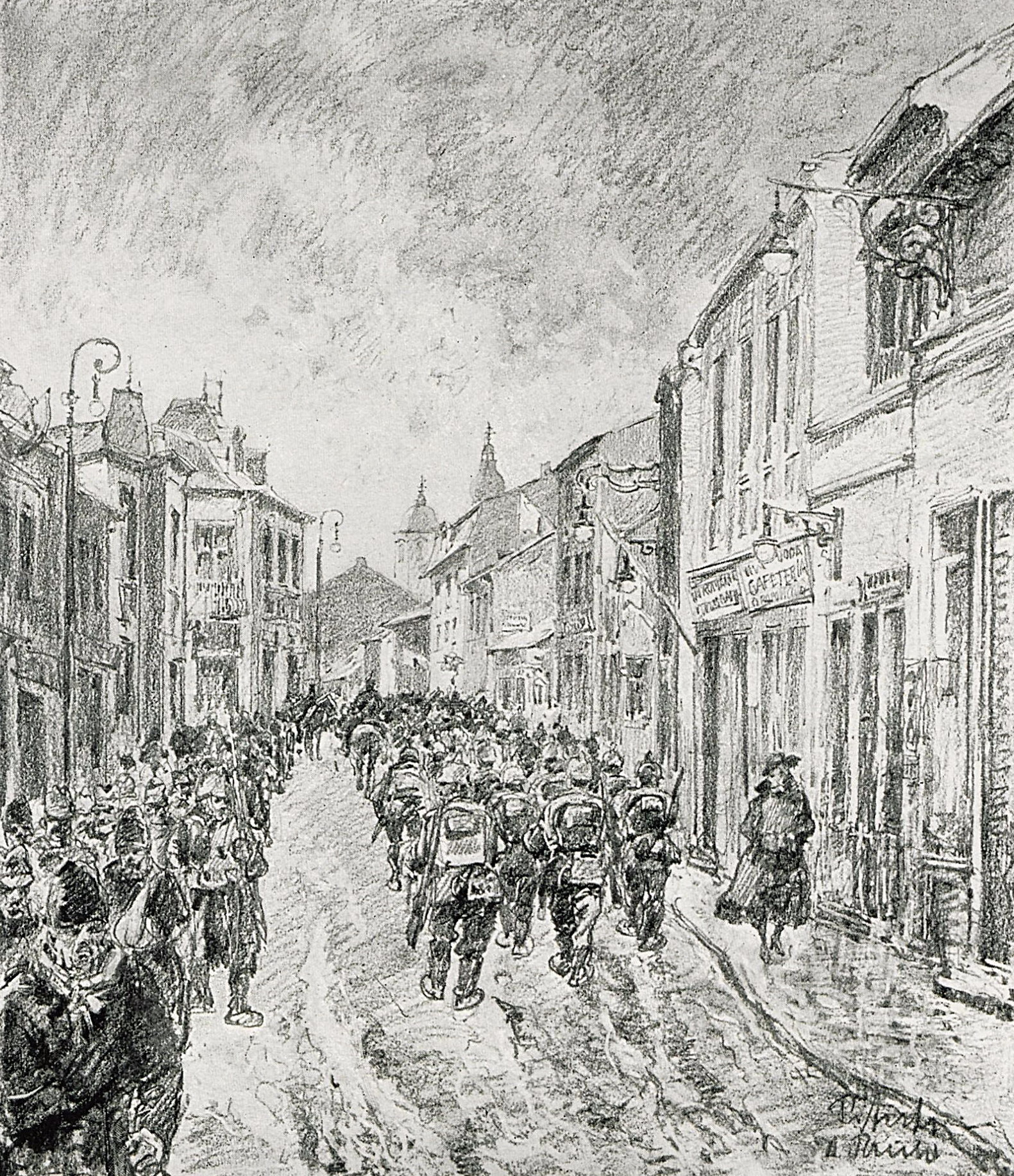
Trupe germane de ocupație, 1916

Piteștiul a fost reședința temporară a voievozilor Basarab Țepeluș cel Tânăr, Mihnea cel Rău și Vlad cel Tânăr. Orașul s-a dezvoltat în mod gradat, de la sat și târg ajungând la titlul de oraș, dobândit la începutul secolului al XIV-lea. Prima atestare documentară datează din 20 mai 1388 când domnul Mircea cel Bătrân întărește Mănăstirea Cozia cu „o moară în hotarul Piteștilor". Atestarea documentară de la 1388 a făcut din Pitești, alături de Câmpulung, Curtea de Argeș, Brăila, Roșiori de Vede și Slatina, unul dintre cele mai vechi târguri din Țara Românească. Prima menționare a Piteștiului ca oraș apare la 1 aprilie 1510, într-o carte a lui Vlăduț. Cancelaria Domnitorului Neagoe Basarab (1512-1521) a emis la 22 noiembrie 1517 un hrisov în care este semnalată existența curților domnești la Pitești. Hrisovul se încheia astfel: Și eu Moisi scriitor, care am scris în noile curți din orașul Pitești… 
Ea mai este confirmată, la 27 august 1582, atunci când se face referire la organizarea orășenească a comunității, condusă de un județ și de 12 pârgari. În oraș au avut proprietăți numeroși boieri și dregători, dintre aceștia cei mai de seamă au fost Goleștii, Izvoranii, Cantacuzinii, Craioveștii, dar și doi domnitori, Mihai Viteazul (1593-1601) și Neagoe Basarab, acesta din urmă construind între 1512 și 1521 la Pitești curtea voievodală. Pe baza unei mărturii scrise, datând din anul 1640, se vorbea despre numeroasele biserici, dar și de cele 200 de case care adăposteau circa 1.000 de suflete. În anul 1656, sub domnia lui Constantin Șerban și a doamnei Bălașa, se construiește pe fundațiile unui vechi lăcaș, Biserica Domnească Sfântul Gheorghe. Aflată în inima orașului, biserica a fost prima compoziție supraetajată pe coloane de cărămidă din Țara Românească.
Tot în aceea vreme , orașul a găzduit călători de renume , cum ar fi cronicarul arab Paul de Alep.

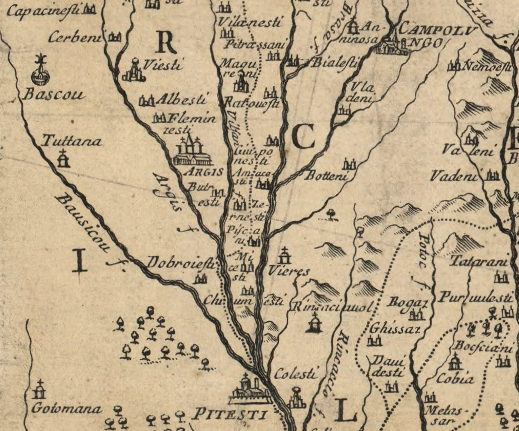
Orașul Pitești pe o hartă tipărită în 1718 de Constantin Cantacuzino

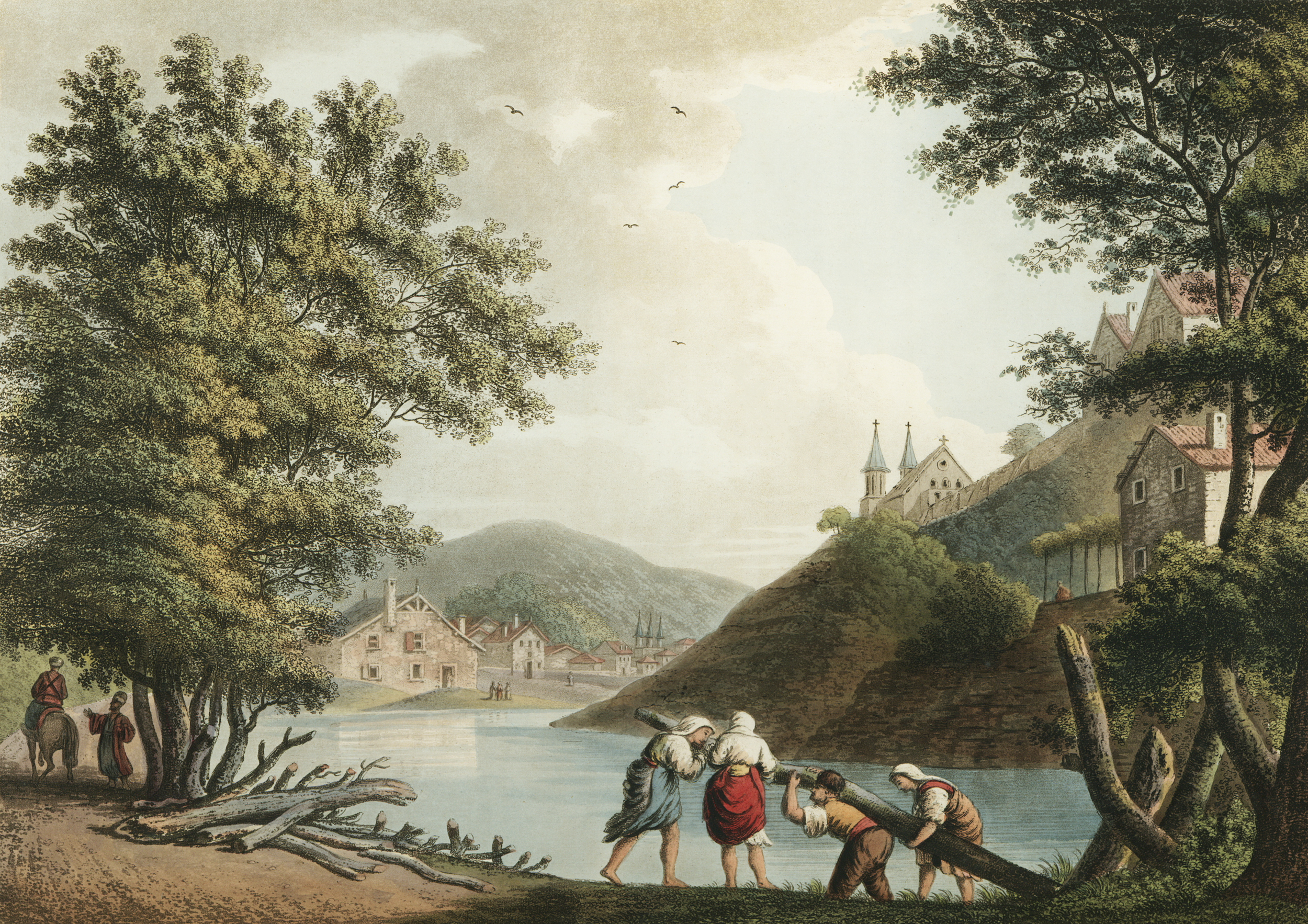
Pitești în anul 1793

Între 19 octombrie și 8 noiembrie 1714, la porunca domnitorului Ștefan Cantacuzino, Piteștiul l-a găzduit pe regele Carol al XII-lea al Suediei. Acesta venea din Imperiul Otoman și se întorcea spre Pomerania suedeză și era însoțit de numeroase trupe. În toată această perioadă, piteștenii au avut de suferit de pe urma musafirilor, fiind nevoiți să-i hrănească în condițiile unui an secetos ce compromisese grav recoltele de grâu, orz și furaje.
Până în 1746, Piteștiul, avea șapte-opt biserici, iar numărul caselor ajunsese la 250, estimându-se că ar fi adăpostit 1.250 de locuitori. O mărturie din anul 1791, caracteriza orașul ca pe un târgușor cu opt biserici, o mânăstire, mai multe case boierești și locuințele ispravnicilor de district. Pe 26 octombrie 1802, în jurul orei 11, un cutremur de adâncime, cu o magnitudine de 7,9 grade pe scara Richter  s-a resimțit violent la Pitești, Biserica Sfântul Nicolae fiind distrusă de intensitatea acestuia, dar a fost ulterior reconstruită. La 18 august 1848, un grav incendiu a afectat orașul, distrugând trei mahalale și trei biserici, inclusiv „Sfântul Nicolae”.

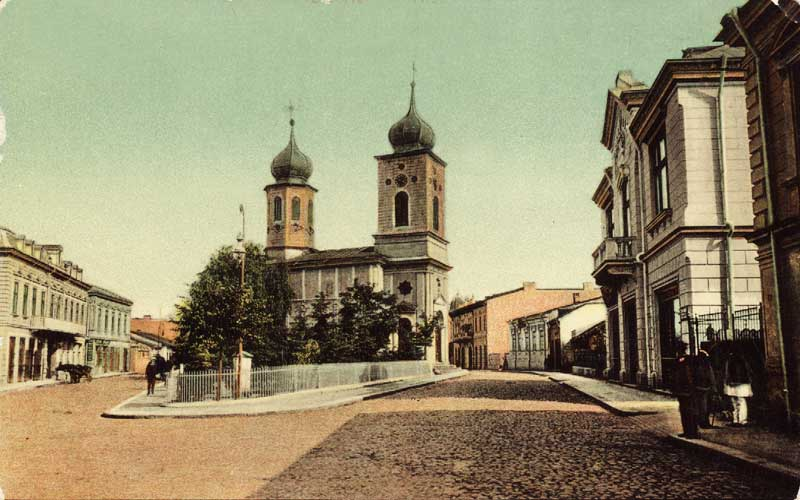
Ilustrată poștală cu Biserica „Sfântul Nicolae” sau „Biserica cu ceas”

Pe baza datelor fiscale din anul 1824, s-a consemnat faptul că în oraș erau 1.011 familii, circa 700 de case și aproximativ 5.000 de locuitori. În anul 1832, pe baza datelor statistice repartizate teritorial, se stabilea numărul caselor de locuit la 773, ele fiind împărțite în 4 cartiere, 14 mahalale, 5 tăbăcării, iar numărul animalelor însuma numai 1.000 de capete, fiind distribuite în 4.000 de gospodării. La recensământul din 1859, Piteștiul avea 7.229 de locuitori și 1.889 de clădiri. În acea perioadă, populația era formată din agricultori și liber-profesioniști (65%), meseriași (20%), comercianți (15%) și fabricanți (0,2%).
La sfârșitul secolului al XIX-lea, Piteștiul era reședința județului Argeș și avea 15.570 de locuitori. În oraș funcționau un liceu, „I.C. Brătianu”, o școală de meserii, 3 școli primare de băieți și 3 de fete, o școală catolică, una evreiască, una luterană, o fabrică de postav, una de produse chimice și un spital. Erau în oraș 11 biserici ortodoxe, una catolică, una protestantă, una luterană, una armenească și o sinagogă. Anuarul Socec din 1925 îl consemnează ca reședință a aceluiași județ, având o populație de 19.617 locuitori.
În 1950, Piteștiul a devenit reședința regiunii Argeș, precum și a raionului Pitești din cadrul acesteia; totuși, el nu făcea parte din acel raion, fiind organizat ca oraș regional subordonat direct regiunii, având arondate în această capacitate mai multe comune din împrejurimi, inclusiv viitoarele orașe Mioveni (pe atunci, comuna Colibași) și Ștefănești. În 1968, orașul a devenit municipiu de reședință a județului Argeș, reînființat.

### Stema
Stema municipiului a suferit de-a lungul timpului numeroase schimbări, însă a păstrat principalele elemente simbolistice. Stema orașului medieval, descoperită recent de un muzeograf de la Muzeul Pitești, avea reprezentată o cruce, care pare latină. Stema din perioada interbelică avea forma unui scut albastru și un turn medieval pe care se află un vultur ce ține în gheare steagul României. Turnul medieval simbolizează dinastia Basarabilor, cei cărora li se datorează organizarea Țării Românești. Vulturul este simbolul latinității, fiind întâlnit pe mai multe steme din România; acesta întruchipează curajul, puritatea, libertatea, hotărârea și puterea. Scutul albastru simbolizează cerul.

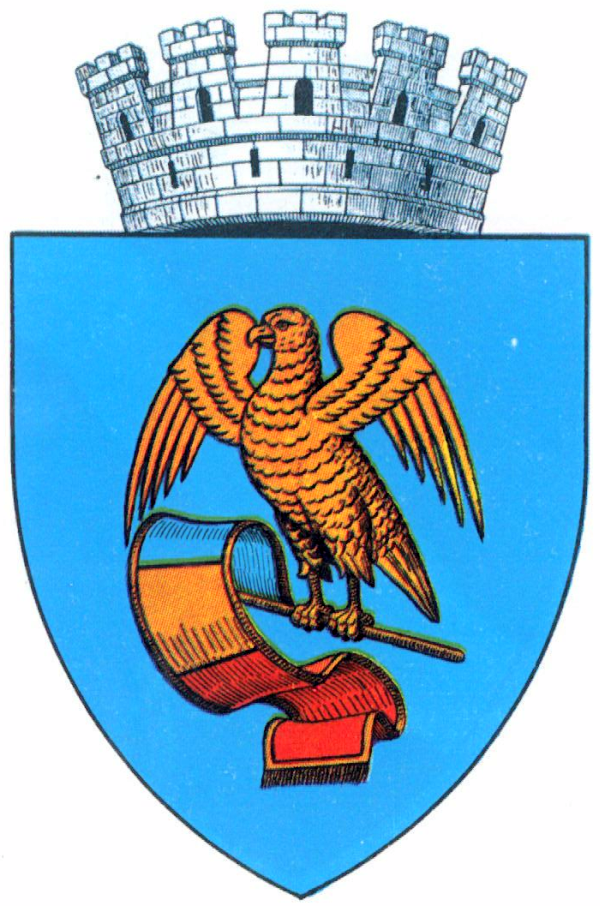
Stema orașului Pitești în perioada interbelică
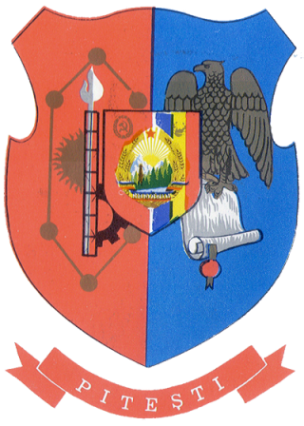
Stema orașului Pitești în perioada comunistă
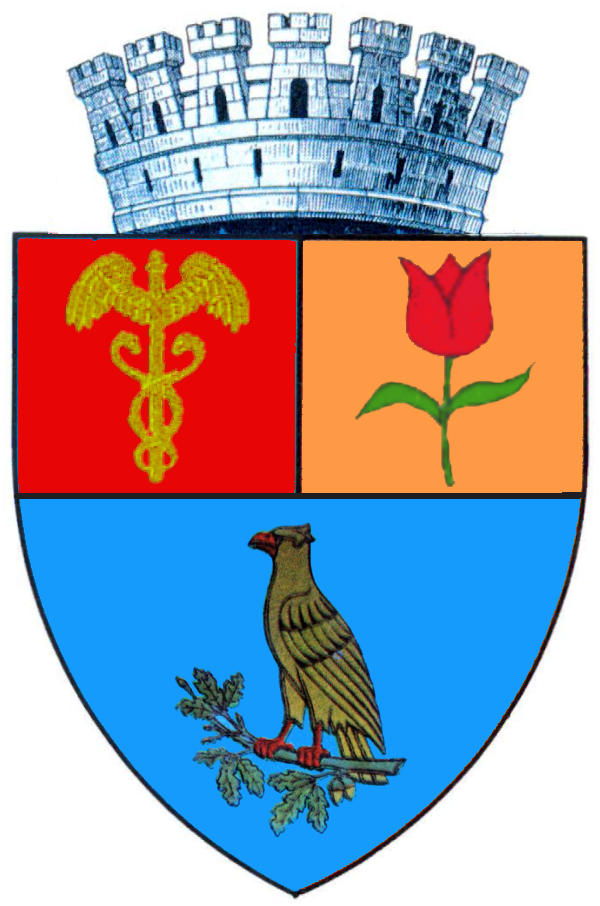
Stema actuală a municipiului Pitești

### Orașul Pitești în opera călătorilor străini
Datorită poziției geografice și strategice, importanței economice și politice, orașul Pitești apare consemnat în numeroase surse medievale externe. Astfel, se cunosc, hărți, rapoarte, note de călătorie, scrisori ale unor personalități europene care au călătorit prin Pitești.
Începând cu secolul al XVI-lea, Piteștiul a început să figureze în diferite lucrări cartografice europene. Astfel, în anul 1546, în harta întocmită de Giacomo Gastaldi, intitulată „Carta Paesi Danibiani”, editată la Veneția, localitatea apare consemnată sub denumirea de Pitiesd. Este una din primele mențiuni cartografice ale Piteștiului. În anul 1550, întâlnim denumirea „Pitesi Coenobium” în harta Transilvaniei și a unor zone din Țara Românească și Moldova, întocmită de G. Reichersdorf. Denumirea „Pitesi Coenobium” indică existența unor așezăminte monahale vechi în Pitești (mănăstiri, schituri, biserici). Este singurul oraș din țară care a fost cartografiat cu acest toponim.
O posibilă mențiune externă a localității Pitești apare în ultimul pătrar al secolului al XIV-lea, când pelerinii germani Peter Sparnau și Ulrich von Tennstädt, la întoarcerea din călătoria întreprinsă la Ierusalim, au trecut, în anul 1835, prin Țara Românească: „De la Târnovo am sosit într-un oraș care se numește Șiștov. De aici am trecut Dunărea. Apoi am sosit în Țara Românească, unde are și voievodul de aici un oraș care se numește Șiștov. De aici am mers la Rușii de Vede, după aceea la Nuwestad, după care la Argeș, după care la Câmpulung”. Nuwestad - „Târgul Nou”, poate fi identificat cu Piteștiul. Slatina, care apare încă din 1386, în privilegiul dat de Vladislav Vlaicu brașovenilor, nu corespunde cu direcția indicată de itinerariul celor două călători. Însă, în hrisovul emis de Mircea cel Mare, la 20 mai 1388, adică la un interval de numai trei ani, se vorbea de „hotarul Piteștilor”, deci de o localitate cu o denumire bine precizată sub raport lingvistic, și care avea o largă circulație în acele vremuri. De aceea, se constată că este puțin probabil ca mențiunea pelerinilor să se refere la Pitești. 
O altă mărturie despre localitatea Pitești, ne-o oferă Tranquillo Andronico, secretarul lui Aloisio Gritti. Acesta l-a însoțit pe aventurierul venețian de mai multe ori în Ungaria, Transilvania și Țara Românească (1530, 1532, 1534). În anul 1534, Aloisio Gritti a sosit la Pitești, în ziua de 27 iulie, împreună cu o gardă de 2000 de oșteni. Imediat, a fost încercuit de oastea domnitorului Vlad Vintilă de la Slatina (1532-1535), deoarece Gritti avea, în anturajul său, un pretendent la tronul Țării Românești. Zece boieri trădători au fost arestați și executați la Pitești, printre care și Logofătul Vâlsan Furcovici. Alegerea locului pentru amplasarea taberei la Pitești nu a fost întâmplătoare, orașul aflându-se la confluența drumurilor ce duc spre Curtea de Argeș, Târgoviște, Câmpulung și București, aceste orașe deținând, în timp, funcția de reședință domnească. Faptul că voievodul Vlad Vintilă l-a dus pe Gritti la Pitești, unde aventurierul îi prezintă ordinul de mazilire dat de sultan și de unde domnul poruncește ca boierii trădători să fie uciși, constituie o altă dovadă că orașul Pitești nu a fost ales întâmplător. 
Pe lângă rolul economic al localității, există și unul strategic. În acest sens, exemplul următor este concludent. Din observațiile căpitanului John Smith, se obțin informații despre pregătirea luptei dintre Radu Șerban și Ieremia Movilă: „Ieremia, stând la Argeș, și-a tras armata în vechea sa tabără de pe câmpia de la Peteske...”. Toponimul Peteske se referă la orașul Pitești, iar formula „în vechea sa tabără” denotă faptul că localitatea a mai fost folosită de domnitor și înainte de 1601, iar locul amplasării ei era unul bine stabilit „...pe câmpia de la Peteske...”.  
De o importanță deosebită este „Descrierea Țării Românești”, realizată de Petru Bogdan Bakșic (c. 1601-1674), în anul 1640. Referindu-se la orașul Pitești, călătorul polon nota: „Mai este încă orașul Pitești, în apropierea munților”, așezat pe dealuri, lângă râul Argeș; pe de o parte a râului se află câmpii și păduri, și de cealaltă parte, spre munți sunt dealuri și vii care sunt în mare număr și dau vinurile cele mai bune din toată Țara Românească. Are biserici frumoase și o mănăstire de călugări. Aici nu sunt catolici, doar când vin negustorii. Are două sute de case de români, adică vreo mie de suflete, oameni ceva mai răsăriți. Se face o pâine foarte frumoasă, albă și gustoasă”. Informațiile sunt valoroase deoarece aflăm că orașul Pitești era situat pe terase cu altitudini diferite, fapt ce ferea locuitorii de inundații, asigurându-le, din acest unghi de vedere, o bună desfășurare a vieții cotidiene. Tot din scurta expunere făcută de Bakșic, suntem înștiințați că, în Pitești, locuiau numai români ortodocși, catolicii venind, aici, numai în zilele de târg, care a funcționat în toate perioadele evului mediu și a contribuit la dinamizarea întregii activități economice a orașului.  
În scurta sa ședere în Pitești, R. Walsh ne-a lăsat o descriere pitorească a așezării: „Orașul Pitești este alcătuit dintr-o mie de case, dintre care unele aparțin boierilor și sunt așezate în curți împrejmuite cu garduri de lemn, având o înfățișare de măreție elegantă. Orașul se află în pragul unei regiuni în care trăsăturile, aspectul țării se schimbă cu desăvârșire. Ajunsesem la poalele munților Carpați. Șesurile goale se schimbaseră în coline împădurite răspândite pretutindeni pe suprafața pământului ridicându-se înapoi în valurile îmbrăcate cu copaci până la culme. Printre dealuri se vedeau în toate direcțiile casele de țară cu foișoare ale boierilor, cu mănăstiri, biserici, cu cupole sau cu turle. Țărănimea, de asemenea, își schimbase înfățișarea: portul avea un aer de bunăstare europeană și de neatârnare. Turbanele și căciulile albe de flanelă dispăruseră și fuseseră înlocuite cu haine cafenii, pălării de pâslă, care sugerau împreună idee de climă rece și de popor liber”.      
Un alt călător care a vizitat orașul Pitești, în data de 1 aprilie 1827, a fost Charles Colville Frankland. Căpitan de marină, englezul Frankland a făcut o călătorie de studii și agrement în sud-estul Europei și în Orientul Apropiat, în anii 1827-1828, prilej cu care a trecut, la ducere, prin Banat, Transilvania și Țara Românească.      
Impresiile de călătorie și le-a publicat la Londra, în două volume, apărute în anul 1829. Relatările lui Frankland despre drumul de la Curtea de Argeș, la Pitești și despre orașul Pitești ne oferă aspecte de natură economică, socială, etnografică și religioasă. Astfel, călătorul se arată foarte indignat de credința superstițioasă a țăranilor și este deranjat de numărul mare de troițe întâlnite pe marginea drumului de la Curtea de Argeș spre Pitești. Deplânge starea proastă a drumurilor și numeroaselor întreruperi ale poștalionului care necesita reparații, din cauza gropilor. Este surprins de numărul mare de bordeie întâlnite și de sărăcia locuitorilor.      
O scurtă descriere a Piteștiului ne oferă și călătorul german Adolf Schmidl care, în anul 1834, trece prin oraș, venind din direcția Curtea de Argeș. Călătorul spune că a trecut râul Argeș și a intrat pe „șoseaua Piteștilor care duce, fără alte împrejurări neașteptate, printr-o vale lungă, foarte roditoare, până la Pitești”, despre acesta consemnând: „Acest orășel Pitești plin de viață dă, de pe acum o icoană deplină a moravurilor și al felului de a fi al românilor. Străzile sunt pardosite cu grinzi, iar străzile acoperite ale mămularilor înfățișează de pe acum un bazar. Se văd vile ale boierilor construite după gustul, jumătate oriental, împodobite cu clopoței, moriște și felinare...”.      
Ürmösy Sándor - provenit dintr-o familie de armeni din Transilvania, preot unitarian, călătorește în Țara Românească, în anul 1841 (22 mai - 15 iulie), prilej care vizitează comunitățile maghiare din Târgoviște, Pitești, Râmnicu Vâlcea și Brăila. Despre Pitești, ne spune că este „...târg frumos al Țării Românești, așezat în partea de apus a țării, la depărtare de o zi și jumătate de București. Călătorii de la Sibiu la București trec prin acest oraș”.      
În drumul său spre Dunăre, trece și prin orașul Pitești: „La 12 iulie 1783, am trecut peste râul Târgului, este un râu repede și când se umflă, se trece pe o plută cioplită din copaci; la stânga, este așezat orașul Pitești și la dreapta, satul Negreni, pe partea pe care merge drumul peste dealuri spre Câmpulung. Acolo se sfârșește șesul și începe regiunea muntoasă și neroditoare, unde nu se cultivă cereale, nici grâu, ci ovăz și grâu turcesc, numit în limba de acolo păpușoi, din belșug”.      
Însemnări referitoare la Pitești și la împrejurimile orașului au lăsat și alți călători străini: englezul William Hunter (1792), John Moritt (1772-1843), Auguste de Lagarde - literat francez (1813), Rudolph Neumeister (1846-1847) - pastor al comunității evanghelice privitoare la trecutul orașului Pitești. Mențiunile externe contribuie la îmbunătățirea formării cadrului general al orașelor medievale românești, la evidențierea unor aspecte de ordin social, demografic, economic și cultural. Interesul istoric al unei structuri urbane constă în reliefarea modului de organizare social-economică din trecut și a gradului de cultură atins de colectivitatea urbană în condițiile politice existente.

## Geografie
Municipiul Pitești este situat în partea central-sudică a României, între Carpații Meridionali și Dunăre, în nord-vestul regiunii istorice Muntenia. Orașul se află la confluența râului Argeș cu Râul Doamnei, în punctul de intersecție al paralelei de 44°51'30" latitudine nordică cu meridianul de 24°52' longitudine estică.
Municipiul Pitești se află la o altitudine de 250 m, la nivelul albiei minore a râului Argeș (sud), care urcă până la 356 m, în cartierul Trivale (vest). La nord-vest de terasa Trivale-Papucești se află cota de 373 m, iar la est de Valea Mare-Podgoria, cota de 406 m. În sectorul de vest-sud-vest al satului Mica, în comuna Bascov, se găsește cota de 439 m (Pădurea Bogdăneasa). Suprafața municipiului Pitești este de 11117,13 ha, 111,17km², inclusiv parcul Trivale de 7000 ha (calculată în anul 2014).
Este un important nod rutier, orașul fiind legat de București prin autostrada A1 (la o distanță de 108 km), dar și prin șoseaua națională DN7. De la o primă intersecție a lor, în nodul Pitești Est, pornesc DN73 către Brașov (139 km) și DN65 către Slatina (61 km), iar din acesta din urmă, în centrul Piteștiului pornește DN67B către Drăgășani; DN7 și A1 se mai intersectează și în nodul Pitești Nord, de unde DN7 continuă spre Râmnicu Vâlcea. Din DN67B, în vestul Piteștiului pornește șoseaua județeană DJ703E, care duce spre vest la Moșoaia, Băbana, Cocu și Uda.
Orașul propriu-zis, așezat între dealuri înalte, pe terasele râului Argeș, are un topoclimat de vale, calm și moderat. Temperatura medie anuală variază între 9° și 10°C, media lunii ianuarie fiind de -2,4°C, iar cea a lunii iulie de +20,8°C. Precipitațiile atmosferice depășesc media pe țară, oscilând între 680 și 700 mm anual.

## Demografie
Componența etnică a municipiului Pitești
     Români (87,17%)
     Alte etnii (0,52%)
     Necunoscută (12,3%)
Componența confesională a municipiului Pitești
     Ortodocși (84,19%)
     Alte religii (2,08%)
     Necunoscută (13,73%)
Conform recensământului efectuat în 2021, populația municipiului Pitești se ridică la 141.275 de locuitori, în scădere față de recensământul anterior din 2011, când fuseseră înregistrați 155.383 de locuitori. Majoritatea locuitorilor sunt români (87,17%), iar pentru 12,3% nu se cunoaște apartenența etnică. Din punct de vedere confesional, majoritatea locuitorilor sunt ortodocși (84,19%), iar pentru 13,73% nu se cunoaște apartenența confesională.
030.00060.00090.000120.000150.000180.00019121948196619922011populațiePopulația istorică din Pitești
Date: Recensăminte sau birourile de statistică - grafică realizată de Wikipedia

## Economie
Pitești este unul dintre cele mai industrializate orașe ale României, fiind centrul industriei de autoturisme din țară. Uzinele Automobile Dacia S.A. se află în orașul Mioveni, situat la doar 15 km de Pitești. Câteva întreprinderi de piese auto funcționează în aria urbană a Piteștiului: Dräxlmaier Group, Lear Corporation și Valeo. De asemenea, orașul reprezintă locul unde își desfășoară activitatea rafinăria de petrol Arpechim, parte a grupului Petrom. Rafinăria a fost înființată în perioada regimului comunist, având statutul de companie de stat, și a reprezentat de-a lungul timpului centrul mai multor controverse în ceea ce privește poluarea pe care o generează asupra aerului. În anul 2007, Ministerul Mediului și schimbărilor climatice a retras certificatul de funcționare a Arpechim-ului, însă Petrom a contestat decizia în instanță. Este planificat ca rafinăria să își reducă gradual activitatea pe o perioadă de câțiva ani, iar în final să existe posibilitatea încheierii totale a activității acesteia.
Municipiul Pitești este înconjurat de dealuri, unde se găsesc suprafețe întinse pe care se cultivă viță de vie și pruni. „Țuica de Pitești” este produsă din culturile de prun din zonă. De asemenea, vinurile de Ștefănești (oraș situat în imediata vecinătate a Piteștiului) sunt printre cele mai cunoscute din România.

## Malluri
Pitești are 1 Mall(Argeș mall) și 3 shopping center(Pitești Shopping Park,Aushopping Gavana,Trivale Shopping Center)

### Argeș Mall
Deschis pe 25 aprilie 2024,are peste 2.000 de locuri de parcare.Pentru a ajunge la mall puteți lua linia 1B.Aici se țin tot felul de evenimente:de la concerte cu artiști cunoscuți la expoziții de fluturi.

#### Magazine
Articole unuicopii&jucării:Coccodrillo,Miniso,Noriel,Pepco,Smyk.Casă&Decorațiuni:English Home,Tedi.Farmacii&Cosmetice:Dm,Douglas,Dr Max,Gerovital,Help Net,Infinite Love,Sephora.Hypermarket: Îmbrăcăminte:Bershka,C&A,Colin's,Croopa,Hermosa,Hervis Sports,LC Waikiko,Mango,New Yorker,Nissa,Peek&Cloppenburg,Pull&Bear,Reserved,Sinsay, Terranova,Tom Tailor,Zara.Încălțăminte: Adidas,Ccc,Deichman.Electronice:Altex,Flanco.Magazine Specializate:Bookcity,Cărturești,fressnapf,Inmedio,Lensa,Maxipet,Teilor,Xpress.Sport:Intersport,Sportvision,Sportisimo.Servicii telefon:Vodafone,Orange.Exchange:Banca Transilvania,Money Gold.Cafenele&Cofetării:Betty Ice,Marco cremeria,Fornetti,Starbucks,Tucano Coffe.Fast Food:Burger King,Cartofiserie,Fry Day,Jerry's Pizza,KFC,MC Donald's,Mesopotamia,Pizza Bonita House,Pizzeria Sapori Italia,Popeyes,Puii Mei,Spartan.

### Pitești Shopping Park
S-a deschis pe 2 octombrie 2024.Aria comercială și terenul sunt în total de 83.500 mp.Pentru a ajunge aici oprești la Peco OMV cu autobuzele: 2,5,7,13 și M11.

#### Magazine
Hipermarket:Kaufland.Restaurante:Burger King.Farmacii:Dr. Max.Takko Fashion,Ccc,Pepco,Sinsay, Casă&Decorațiuni:Leroy Merlin,Tedi.Cosmetice:Dm.Cărți:Xpress.Animale: Fressnapf.

### Aushopping Găvana
S-a deschis în luna Octombrie a anului 2007.Pentru a ajunge aici poți lua linile 2,M11 și M14,la stația Auchan.

#### Magazine
Electrice:Altex,Flanco.Farmacii:Bebe Tei,Sensiblu,Farmacia Tei.Hipermarket:Auchan. Îmbrăcăminte:Inextenso,Pepco.Cărți:Inmedio.Casă&decorațiuni:Jysk.Telefon:Vodafone.Animale:Zoo Center

### Trivale Shopping Center
Deschis pe 26 august 2010 are 1 cinema și vreo 7 etaje.Pentru a ajunge poți lua liniile:2,7,7B,19,13B și 8 de la stația Cercul Militar.

#### Magazine
Hipermarket:Profi.Îmbrăcăminte:Pepco.Cafenele:Starbucks.

## Administrație

### Împărțirea administrativă
Cartierele Municipiului Pitești

### Consiliul local
Municipiul Pitești este administrat de un primar și un consiliu local compus din 23 consilieri. Primarul, Cristian Gentea, de la Partidul Social Democrat, este în funcție din 19 noiembrie 2020. Începând cu alegerile locale din 2024, consiliul local are următoarea componență pe partide politice:
|  | Partid                          | Consilieri | Componența Consiliului | Componența Consiliului | Componența Consiliului | Componența Consiliului | Componența Consiliului | Componența Consiliului | Componența Consiliului | Componența Consiliului | Componența Consiliului |
|  | ------------------------------- | ---------- | ---------------------- | ---------------------- | ---------------------- | ---------------------- | ---------------------- | ---------------------- | ---------------------- | ---------------------- | ---------------------- |
|  | Partidul Social Democrat        | 9          |                        |                        |                        |                        |                        |                        |                        |                        |                        |
|  | Partidul Național Liberal       | 6          |                        |                        |                        |                        |                        |                        |                        |                        |                        |
|  | Alianța Dreapta Unită           | 5          |                        |                        |                        |                        |                        |                        |                        |                        |                        |
|  | Alianța pentru Unirea Românilor | 3          |                        |                        |                        |                        |                        |                        |                        |                        |                        |

## Transport și telecomunicații

### Transportul feroviar

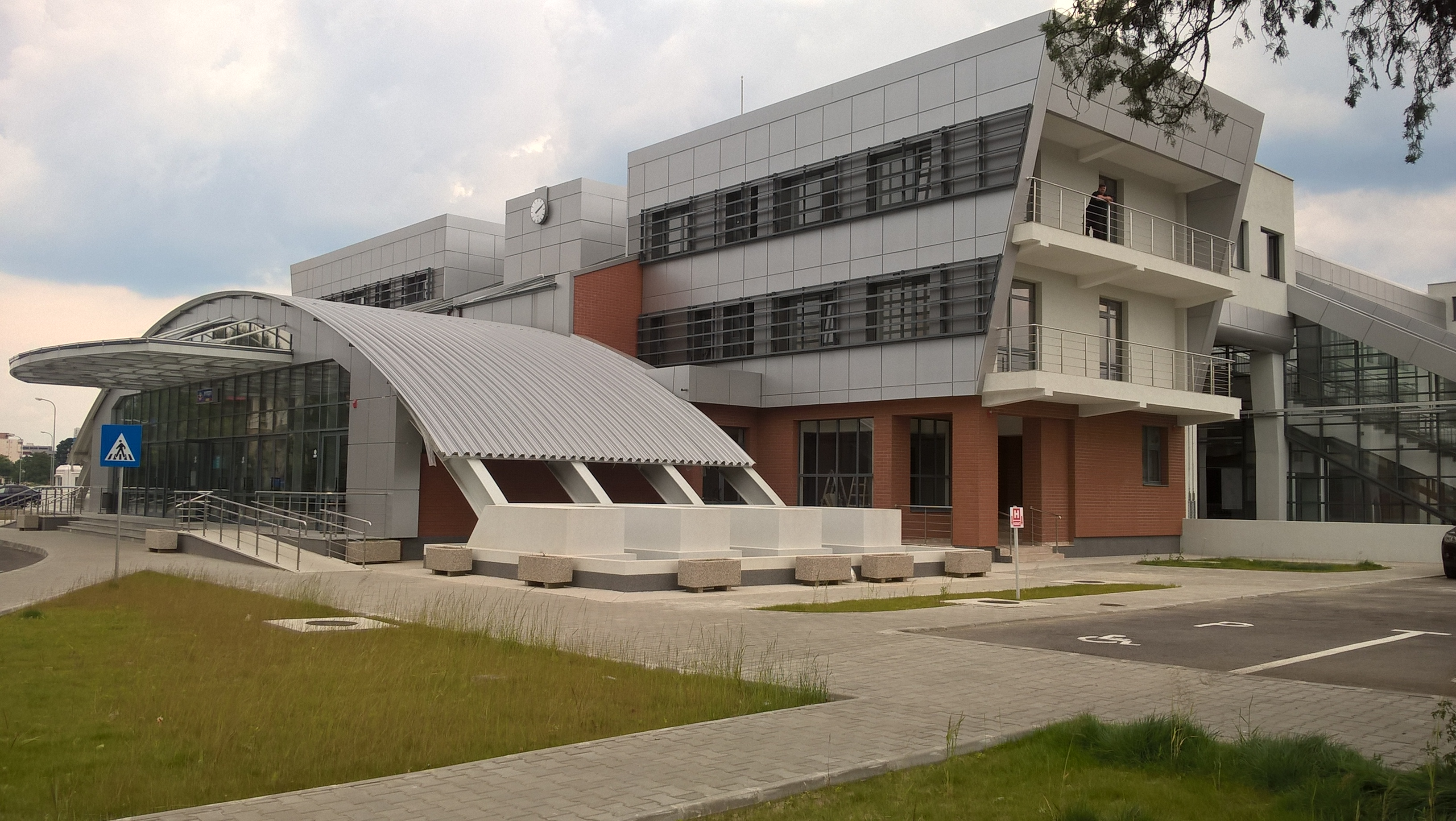
Gara Pitești, luna iunie, 2016
(fațadă Bd. Republicii)

Piteștiul este conectat la calea ferată 901 București-Pitești-Craiova, având o stație de triaj la Golești în orașul vecin Ștefănești, gară de unde se ramifică o linie spre Câmpulung.
Orașul dispune de două gări, cea de Sud (principală) și încă o gară de Nord. Cea principală este însă referită simplu ca Gara Pitești, unde se ramifică liniile spre București și Craiova la sud, iar o altă linie la nord spre Curtea de Argeș. Gara de Nord a municipiului este conexă liniei spre Curtea de Argeș.
Zilnic în Gara Sud staționează până la 60 de trenuri de călători și lunar numărul de călători ajunge la cel puțin 17.000.
Există un tren sezonier pe timp de vară pentru a face legătura directă cu litoralul, dar și cu municipiile Râmnicu Vâlcea și Sibiu via Piatra Olt.
Cea mai mare parte dintre trenurile care tranzitează gara Sud circulă în regim cadențat (interval de 1 oră sau 2 ore, de la ora 04:00 până la 20:00 în direcțiile București și Craiova). Cele mai multe garnituri de tren sunt automotoare Săgeata Albastră.

### Transportul municipal

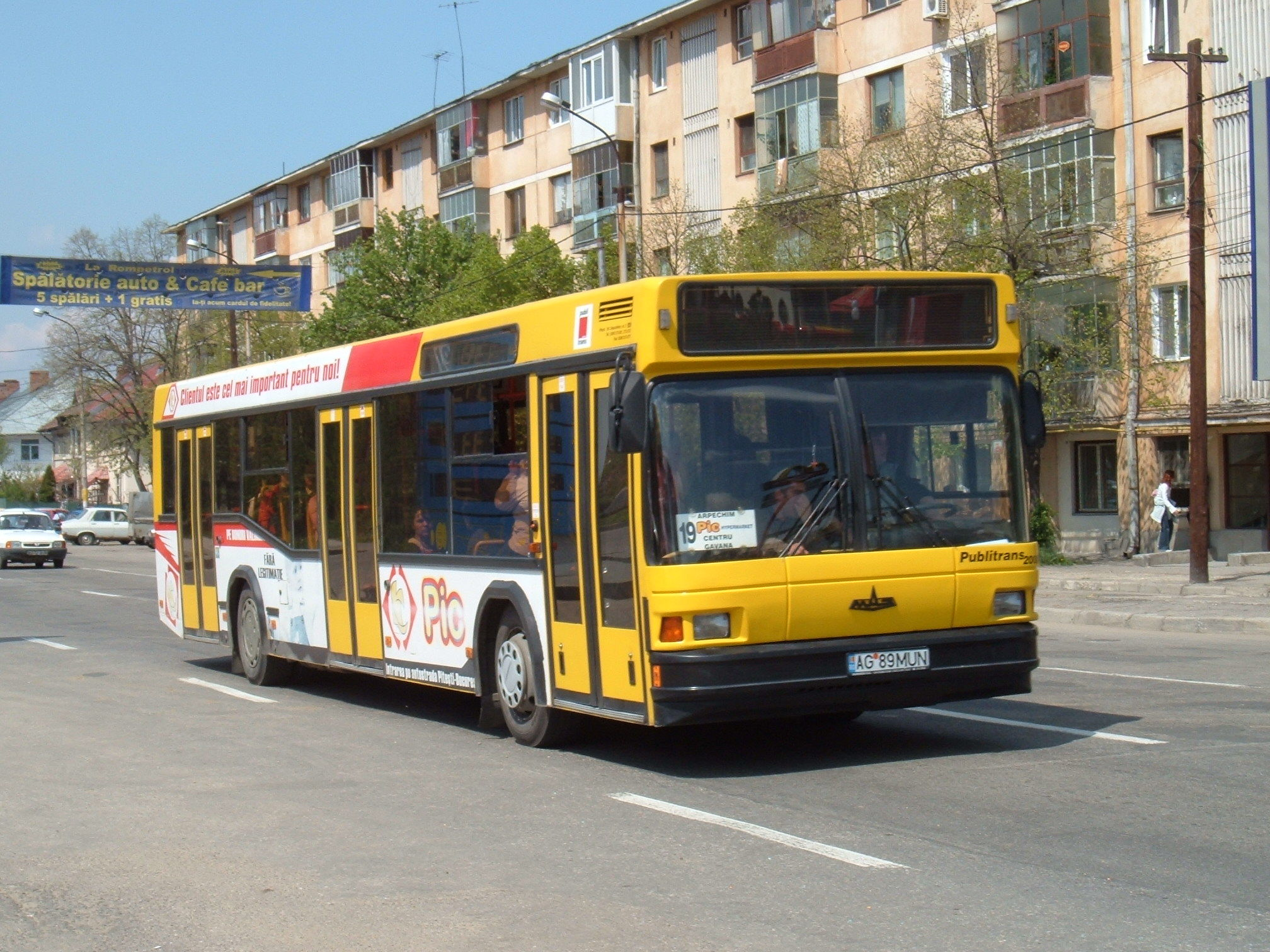
Autobuz în municipiul Pitești circulând pe traseul 19: Arpechim - Găvana

Transportul public de persoane este bine dezvoltat în municipiul Pitești, diferitele cartiere și zone de interes ale orașului fiind legate între ele prin intermediul a 15 linii de autobuz:
- Linia 1: Tudor Vladimirescu - Novartex
- Linia 1B: Argeș Mall - Centru
- Linia 2: Arpechim - Bascov
- Linia 2B: Trivale - Arpechim
- Linia 3B: Războieni - Arpechim
- Linia 5: Trivale - Alprom
- Linia 5B: Trivale - Găvana
- Linia 5C: Trivale - Depozitelor
- Linia 7: Gheorghe Doja - Alprom
- Linia 7B: Gheorghe Doja - Găvana
- Linia 8: Trivale - Gara de Sud
- Linia 13: Războieni - Alprom
- Linia 13B: Războieni - Găvana
- Linia 13C: Războieni - Depozitelor
- Linia 19: Arpechim - Găvana

Traseul liniei 2 de autobuz este cel mai lung din oraș, oprind în 25 de stații și având o durată medie de 40 de minute, însă la orele de vârf o călătorie pe această linie depășește 50 de minute.

### Transport metropolitan
Abia în 2022, în Pitești compania de transport în comun a început să furnizeze servicii de transport metropolitan. Primele trasee introduse au fost cele între Pitești și Bascov, Bradu, respectiv Ștefănești. Ulterior au fost introduse și alte localități din periferia municipiului reședință de județ. Traseele sunt operaționalizate tot de Publitrans, transportul de călători fiind realizat cu autobuze. Tarifele biletelor și abonamentelor sunt identice cu cele pe liniile de transport municipal.
Până în prezent, liniile de transport metropolitan acoperite de Publitrans sunt:
- M4: Ștefănești (Gara Golești) - Pitești (Calea București)
- M6: Ștefănești (Ștefănești Sat) - Pitești (Teatrul Al. Davila)
- M6B: Ștefănești (Blocuri) - Izvorani
- M9: Ștefănești (Blocuri) - Pitești (Calea București)
- M9B: Enculești (Ploscaru) -  Pitești (Calea București)
- M10: Pitești(Cap linie Trivale I) - Mosoaia
- M10B: Pitești(Cap linie Trivale) - Ciocănăi
- M10C: Pitești(Cap linie Trivale) - Hințești (Moșoaia)
- M11: Bascov(Schiau) - Pitești (Autogara Nord)
- M12: Pitești (Comisariat) - Bradu(Bariera CFR)
- M12B: Bradu(Bariera CFR) - Auchan
- M14: Pitești (Alprom) - Bascov(Prislopu Mic)
- M15: Pitești (Calea București) - Mărăcineni (Argeșelu)
- M17: Pitești (Gara Sud) - Oarja(blocuri)
- M18: Pitești(Gara Sud-Posta) - Căteasca(Primărie Căteasca)

## Cultură și educație

### Personalități ale Piteștiului în perioada interbelică
În perioada dintre cele două războaie mondiale s-au distins o serie de personalități în domeniul tehnicii, științei sau literaturii.
Una dintre acestea a fost profesorul Remus Macarie, care între 1910-1925 a predat științele naturii la liceul de fete din oraș. Totodată, a realizat viori de construcție românească, inițiindu-se în construcția viorii în Italia, într-un orășel de lângă Cremona și apoi la München și perfecționându-se în mansarda liceului din Pitești. Remus Macarie a fost profesorul altor 2 lutieri români - Dimitrie Știrbulescu și Mihail Rădulescu. A construit 76 de viori, 4 viole și și 4 violencele.
După încetarea sa din viață în anul 1925, o serie de consemnări tehnice, rețete de lacuri și o parte din scule au ajuns, prin intermediul farmacistului piteștean N.N. Bobancu, la lutierul argeșean din zona Brădet, Ion Sava Ivașcu, care a construit la rândul o serie de viori utilizate în diferite instituții muzicală din zona Argeșului. Tehnica construcției viorii „Macarie” a fost preluată de lutierul Valeriu Ivașca, fiul lui Ion Sava Ivașcu.
Printre profesorii de fizică de la liceul din Pitești, după primul război mondial, a fost și Haralambie Ciocan, absolvent al Universității din București, care începând cu anul 1930 a publicat o serie de lucrări, ca de exemplu: „Ipoteza cosmogonică” (1933) și „Études électrique cosmogonique” (1934). Dintr-o însemnare a autorului făcută pe un exemplar ce se află în colecțiile Bibliotecii Județene Argeș, se află faptul că această ultimă lucrare, tipărită în limba franceză în numai 300 de exemplare, a fost evaluată în mod pozitiv de câțiva savanți de renume mondial, cum au fost Victor Grignard  (Premiul Nobel - chimie 1912), Charles Guillaume (Premiul Nobel - fizică, 1920), Georges Claude (membru al Institutului Franței) etc. Acumulatorul cu gaz de care se ocupă profesorul H.Ciocan în lucrarea sa a cunoscut întrebuințare în diferite sectoare ale tehnicii.
Profesorul Virgil Lupescu va publica la Pitești în anul 1925 „Istoria patriei”, manual pentru clasa a VIII-a secundară, iar în anul 1926 „manual de antichități publice romane”, lucrări ce fac atât dovada pregătirii cât și a orientării științifice a autorului lor.
În anul 1929, profesorul Vasile Christescu, doctor în litere, scoate de sub tipar lucrarea intitulată „Viața economică a Daciei romane. Contribuții la o reconstituire istorică...”. În tipografia aceluiași P. Mitu din Pitești, va apărea în anul 1935, lucrarea medicului Vasile Tițescu intitulată „Considerații radiologice și sociale asupra pulmonilor la 20.000 de bolnavi văzuți pe ecranul radiologic”.
O prezență științifică în Piteștiul acestei perioadei a fost și pedagogul Radu Petre, directorul Școlii Normale între 1927-1933. Autor a numeroase manuale pentru cursul primar (unele în colaborare cu institutorul Dumitru Udrescu), profesorul Radu Petre a experimentat și a aplicat pentru prima oară metoda Decroly - o nouă modalitate pedagogică de învățare, denumită și metoda centrelor de interes, asociind-o cu sistemul de predare tradițional. Trei dintre lucrările cunoscute, enumerăm: „Experimentări și realizări în spiritul școlii active” (1930), „Problema interesului și metoda centrelor de interes” (1930) și „Două aspecte noi ale școlii active” (1936).
Absolvent al Liceului de fete din Pitești în anul 1920, după terminarea Facultății de Litere și Filosofie din București, profesorul Nicolae Iordache își va completa studiile la universitățile din Paris și Nancy. Doctor în filosofie la data sosirii sale în Pitești în anul 1933, era deja cunoscut, prin colaborări la o serie de reviste, cum au fost „Convorbiri literare”, „Zburătorul”, „Cugetul românesc”, „Kalende” (din a cărei conducere făcea parte împreună cu Pompiliu Constantinescu, Șerban Cioculescu și Tudor Șoimaru), „Contimporanul”, „Cetatea literară” etc. În timpul stabilirii lui la Pitești, pe lângă activitatea de la catedră pe care a desfășurat-o la nivel academic, a continuat să scrie și să publice. În plus, a colaborat la o serie de reviste cu orientare democratică, printre care „Adevărul literar și artistic”, rămânând cunoscut în cultura românească sub pseudonimul Vladimir Streinu. În timpul celor șase ani cât și-a desfășurat activitatea la Pitești, a influențat o serie de personalități, aproximativ din aceeași generație. Printre acestea, amintim pe profesorul Dumitru Al. Nanu, care în 1933 a publicat o culegere de folclor „Poezia milităriei și a Crăciunului pe Valea Argeșului”, în anul 1934 va publica o comedie în două tablouri intitulată „Plecarea recruților”, iar în anul 1937 volumul de schițe și povestiri „Pe șoseaua Mălurenilor”. Preocupările din anii următori l-au consacrat pe prof. D. Nanu ca un cunoscător al folclorului argeșean.

În anul 1934, Mihail Ilovici a publicat la Pitești „Negativismul tinerii generații”, iar în 1938 „Monografia critică Claudia Milian”. Mihail Ilovici va avea parte de recenzii favorabile din partea scriitorului Vladimir Streinu și ale lui Șerban Cioculescu. Deși nu au locuit în Pitești în anii dintre cele două războaie mondiale, s-au aflat adesea în orașul lor natal doi scriitori: Tudor Teodorescu-Braniște și Constantin Kirițescu. 
- Universitatea din Pitești

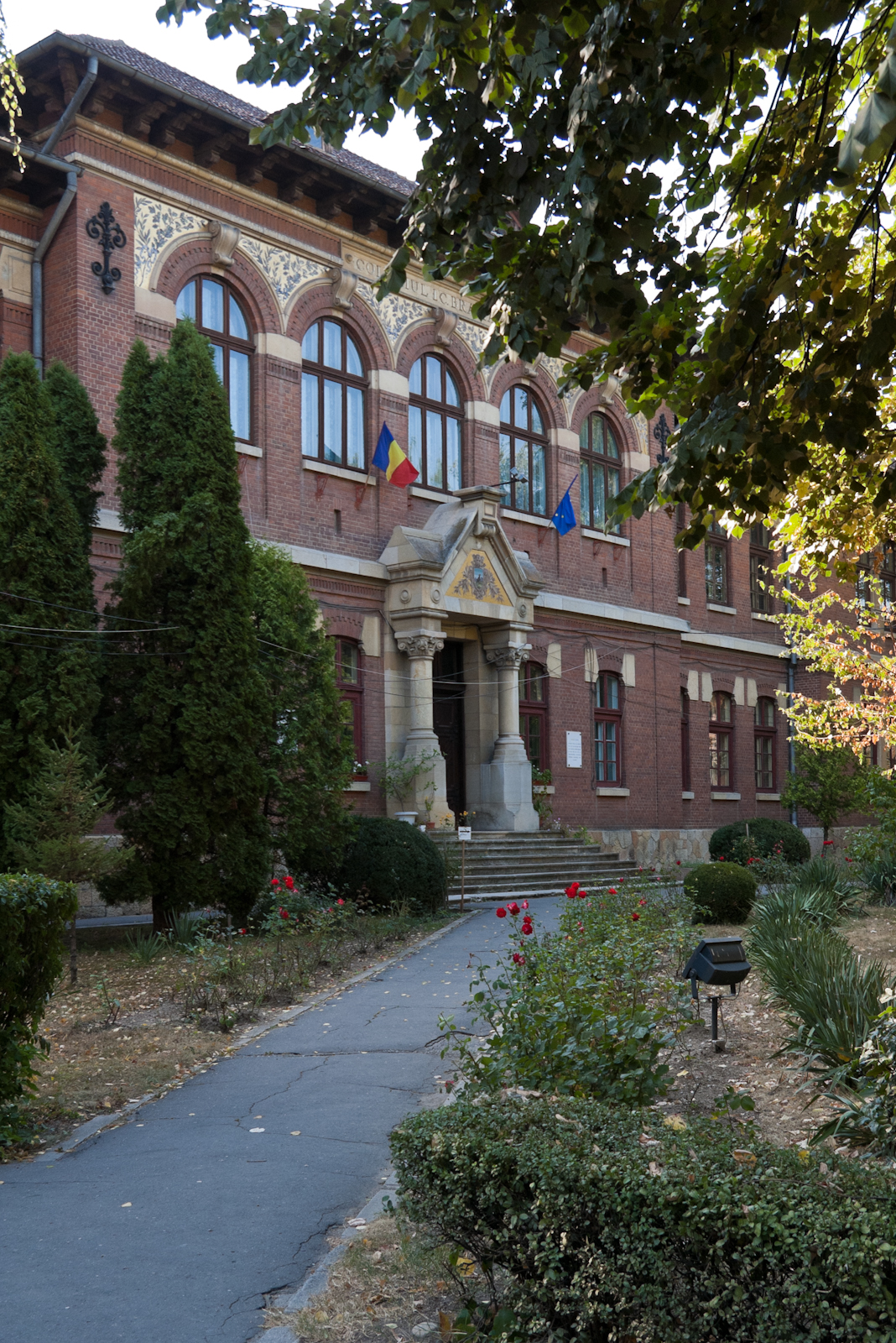
Colegiul Național „I.C. Brătianu”

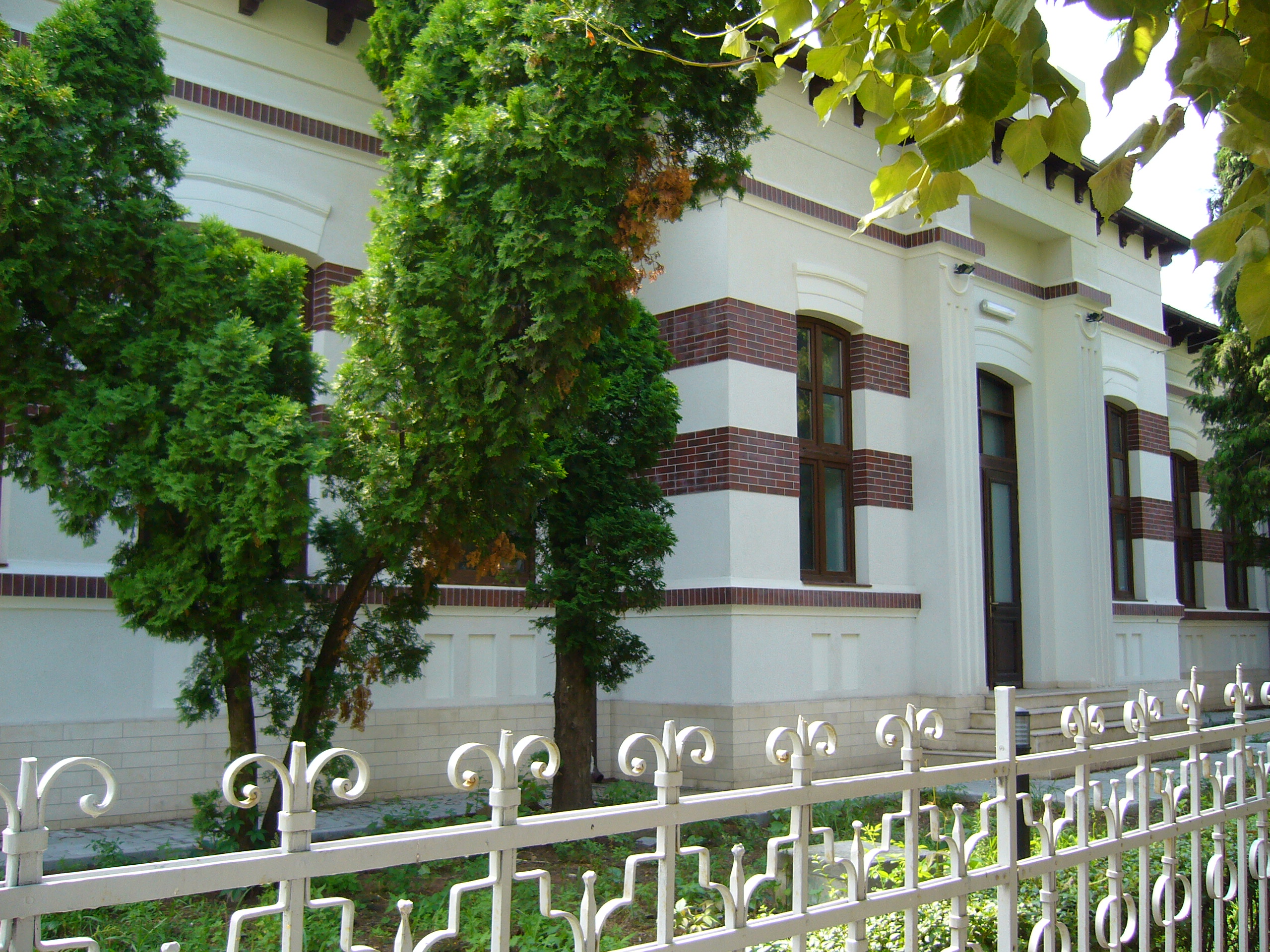
Colegiul de Artă „Dinu Lipatti”

- Universitatea „Constantin Brâncoveanu”

### Licee
- Colegiul Național „Zinca Golescu”[49]
- Colegiul Național „Ion C. Brătianu”
- Colegiul Național „Alexandru Odobescu”
- Colegiul Economic „Maria Teiuleanu” Arhivat în 11 august 2022, la Wayback Machine.
- Liceul Sanitar „Dr. Ion Cantacuzino”
- Liceul Teoretic „Ion Barbu”
- Liceul de Arte „Dinu Lipatti”
- Colegiul de Artă „Dinu Lipatti”
- Colegiul Tehnic „Armand Călinescu”
- Colegiul Tehnic „Costin D. Nenițescu”
- Colegiul Tehnic „Dimitrie Dima”
- Grupul Școlar „ASTRA”
- Grupul Școlar de Construcții de Mașini „Dacia”
- Grupul Școlar „Mihai Viteazu”
- Grupul Școlar „Constantin Brâncuși”
- Grupul Școlar de Construcții
- Liceul cu Program Sportiv
- Liceul Teologic Penticostal „Elim”

### Edituri
- Editura Paralela 45
- Editura Diana
- Editura Carminis
- Editura Diamant
- Edit Press Image
- Editura Paradigme
- Editura TIPCOMP
- Editura Info Grafic
- Editura Impact
- Editura Pandora

### Festivaluri
- Simfonia Lalelelor
- Pitești Science Festival
- Târgul Toamna Piteșteană
- Târgul de Crăciun
- Festivalul de muzică rock „Rebel X"

## Sport
FC Argeș este cel mai important club de fotbal din oraș. Clubul are un excelent centru pentru copii și juniori, care a dat României mulți jucători importanți, cum ar fi Adrian Mutu, Nicolae Dică, Adrian Neaga, Dănuț Coman, aceștia numai în ultimii ani. Cel mai important jucător al argeșenilor a fost Nicolae Dobrin. În semn de admirație față de acesta stadionul echipei îi poartă numele. 
De asemenea, orașul mai are o echipă de baschet, numită BCM U Pitești, dar și o echipă de volei feminin, SCM Pitești. CSM Pitești dispune de o piscină de înot olimpică, iar în Cartierul Tudor Vladimirescu se mai găsește o piscină de înot în aer liber. Pe terenul de tenis din Cartierul Bascov se desfășoară anual Turneul challenger feminin Pitești.

## Turism

### Lăcașe de cult
- Mănăstirea Trivale
- Biserica „Sfântul Nicolae”

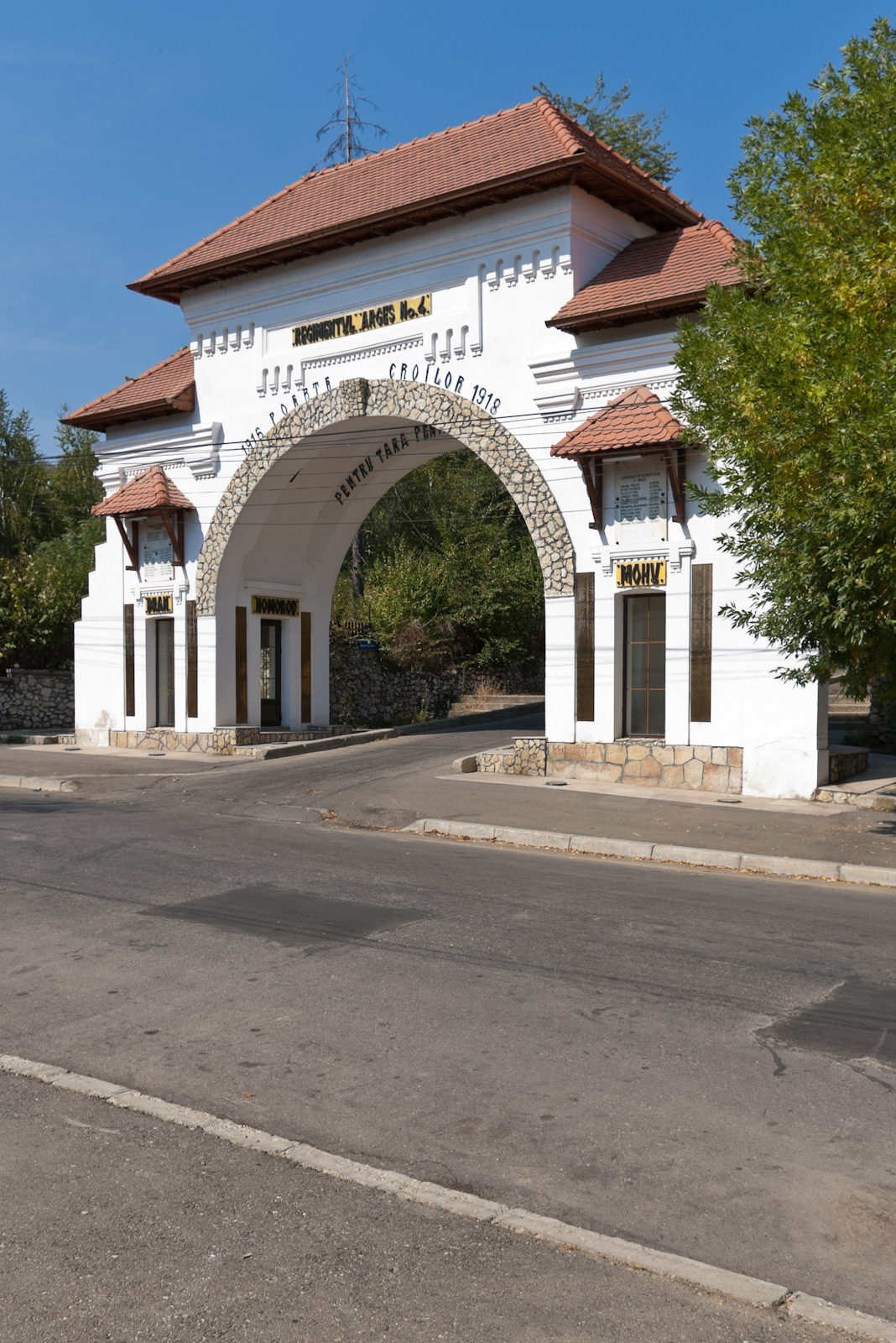
Poarta Eroilor din Pitești, monument istoric

- Biserica Domnească „Sfântul Gheorghe” (Centru)
- Biserica „Sfânta Vineri” („Cuvioasa Paraschiva”)
- Biserica „Sfântul Ioan Botezătorul”
- Biserica „Sfântul Haralambie (Mavrodolu)”

- Biserica de lemn din Pitești-Valea Rea

- Biserica „Sfânta Treime”[50]
- Biserica de lemn „Cuvioasa Paraschiva”
- Biserica „Sfântul Ilie”
- Biserica „Sf. Voievozi” a fostului schit Meculești
- Biserica „Adormirea Maicii Domnului” (Trivale)
- Biserica „Adormirea Maicii Domnului și Sfântul Dimitrie Izvorâtorul de Mir” (Găvana III)
- Biserica „Sfinții Arhangheli Mihail și Gavriil” - biserica Garnizoanei Pitești (Trivale)
- Biserica „Sfântul Ierarh Spiridon” (Prundu)
- Biserica „Sfântul Mucenic Mina”
- Biserica „Sfântul Pantelimon” (Spitalul Județean Argeș)
- Biserica „Sfintele Mironosițe” (Găvana)
- Biserica „Sfânta Mare Muceniță Filofteia” (Războieni)
- Biserica romano-catolică „Sfinții Apostoli Petru și Pavel” (Centru)
- Biserica luterană
- Biserica „Sfântul Apostol Andrei” (Trivale)
- Lângă Pitești se găsește unul dintre cele mai mari muzee ale satului românesc, precum și domeniul medieval al Goleștilor (conacul și biserica din secolul al XVI-lea și foișorul unde a fost arestat Tudor Vladimirescu; tot aici este amenajată o expoziție de etnografie și o galerie reprezentând istoria locului)
- Clădirea penitenciarului în care s-a efectuat experimentul Pitești
- Tot lângă Pitești se găsește proprietatea Brătienilor de la Florica (casa memorială, castelul și biserica)
- Schitul Buliga, instituție religioasă din secolul al XVII-lea.

### Monumente și clădiri
- Galeria de Artă - este situată în fosta Primărie a orașului, construita în anul 1886. Dispune de numeroase colecții valoroase de arheologie (tezaure din epoca romană de la Rociu și Bălănești),  artă modernă și contemporană (picturi din secolele XIX și XX și grafică locală),  dar și de o colecție de cărți formată din 18.000 de volume.
- Galeria de Arta Naivă
- Grădina Zoologică - este situată în Pădurea Trivale și este întinsă pe o suprafață de 12 ha. Grădina Zoologică a fost inclusă într-un program de modernizare fără de care ar fi trebuit să fie închisă, deoarece țarcurile animalelor nu îndeplinesc standardele europene.[51] Acum ea deține foarte multe specii și {{|peste 1898 de animale, păsări, reptile și pești.}}citat articol ziarul Argesul
- Casa unde s-a născut ;Alecsandru Chiricescu ,Ion Trivale ,pictorul Costin Petrescu ,Armand Călinescu ,Ion Antonescu ,pictorul Rudolf Schweitzer-Cumpana.
- Muzeul Județean Argeș[52] - situat în centrul orașului, în clădirea fostei Prefecturi Argeș, construită între 1898 și 1899, în care este amenajată secția de istorie și secția de biologie și știintele naturii. Tot aici, într-o cladire nouă este Muzeul Sportului Argeșan și alte două galerii: Galeria de Numismatică și Galeria Flori de Mină.
- Teatrul Alexandru Davila
- Fântâna Muzicală - este situată în Centrul Orașului. A fost terminată în anul 2008 și este cea mai importantă manifestare de la Pitești dedicată Zilei Europei. Fântâna arteziană din Pitești este unică în Europa de Est, are 1.000 de guri de apă, fixe și mobile, orgă de lumini; presiunea apei se mișcă în funcție de tonalitățile muzicii.
- Fosta Cameră de Comerț și Industrie Argeș - adăpostește astăzi Casa Căsătoriilor Pitești
- Planetariu obiectiv digital - unul dintre cele mai moderne din România
- Statuile lui Nicolae Bălcescu si Mircea cel Bătrân - amplasate în centrul municipiului Pitești, în fața primăriei; statuia este o sculptură monumentală din bronz, realizată de Grigore Minea și Aurelian Bolea.
- In gradina publica 1907 se afla statuia din bronz a lui Ion C Bratianu
- In oraș se află în diferite zone busturi ale multor personalități, bustul lui Alexandru Ioan Cuza, Grigore Vieru, Alexandru Davila, Mihail Sadoveanu, Nicolaie Dobrin, Tudor Vladimirescu, Nicolae Bălcescu, Ion C. Brătianu și Liviu Rebreanu.
- Fundația culturală ILFOVEANU cu expoziții permanente de pictură, sculptură și fotografie si alte servicii.
- In Pitești în zona nord este amplasat monumentul ȚĂRANULUI ROMÂN .

## Personalități

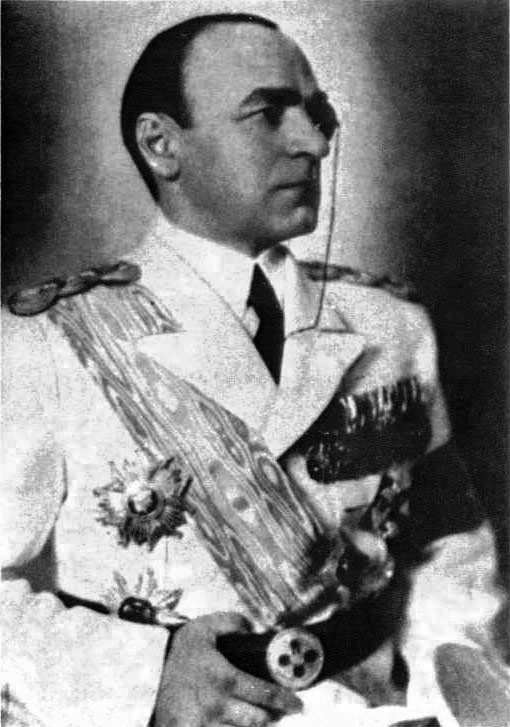
Armand Călinescu

Printre cele mai cunoscute personalități născute în oraș se pot enumera:
- Ion Antonescu (1882 - 1946), militar, mareșal al Armatei, prim-ministru și lider al României în timpul celui de-Al Doilea Război Mondial;
- Ion C. Brătianu (1821 - 1891), om politic, membru de onoare al Academiei Române;
- Armand Călinescu (1893 - 1939), om politic, prim-ministru, ministru și economist;
- Nicolae Dobrin (1947 - 2007), fotbalist, decorat cu Ordinul Național „Serviciul Credincios”;
- Cristi Minculescu (n. 1959), cântăreț de muzică rock, solist al trupei Iris;
- Sebastian Papaiani (1936 - 2016), actor, decorat cu Ordinul Național „Serviciul Credincios”;
- Teo Trandafir (n. 1968), prezentatoare de televiziune, fostă producătoare, actriță, prezentatoare radio și deputată;
- Robert Turcescu (n. 1975), jurnalist, om politic, realizator de televiziune;
- Omu Negru (Ionescu Laurențiu; n. 1982), actor,dansator;
- Smiley (Andrei Tiberiu Maria; n. 1983), cântăreț, actor, compozitor, producător și prezentator;
- Zavaidoc (1896 - 1945), cântăreț de muzică populară și romanțe.

## Cetățeni de onoare
- 1993:
  - Ilie Ilașcu;
  - Andrei Ivanțoc;
  - Tudor Petrov-Popa;
  - Alexandru Leșco;
  - Petru Godiac.
- 1995:
  - Nicolae Dobrin;
  - Ion Dumitru;
  - Ion Focșa;
  - Gheorghe Ghencea;
  - Ion Ignat.
- 1996:
  - Emanoil Popescu;
  - Nicolae Spinei;
  - Ciprian Manolescu, matematician;
  - Ion Silișteanu.
- 1998:
  - Emil Constantinescu;
  - Scott Johnson;
  - Constantin Stroe;
  - Ruxandra Dragomir;
  - Larisa Lăcustă.
- 1999:
  - Lucian Cristian Gava;
  - Crinu Raicu;
  - George Olteanu.
- 2000:
  - Alexandru Puiu;
- 2001:
  - Gheorghe Pacea;
  - Eugeniu Dumitrache;
  - Valeriu Nicolescu.
- 2003:
  - Marius Gane;
  - Marian Popescu; campion mondial la aeromodelism
  - Vasile Ion Radu.
- 2004:
  - Adrian Mutu;
  - Ion Barbu;
  - Leonte Ianovschi;
  - Petre Deac;
  - Nicolae Bănică.
- 2005:
  - Ion Pantilie.
- 2006:
  - Neacșu Cătălin Florin.
  - Marin Ionita
- 2007:
  - Felicia Filip.
- 2008:
  - Ion Dobrin;
  - Gică Pantilie;
  - Constantin Stana.
- 2009:
  - Fracois Fourmont, directorul general al Dacia - Renault[53];
  - Constantin Nicolescu.
  - Veroljub Stefanovic
- 2010:
  - Marian Oprea;
  - Valentin Porcisteanu
  - Ilie Bărbulescu.
  - Radu Marin
  - Doina Anton
- 2014:
  - Dušan Vucoje Soskić
- 2015:
  - Nițu Marin Stan
- 2017:
  - Badea Gheorghe
  - Ciolan-Uță Valentin
  - Nicula Marian

## Orașe înfrățite
Municipiul Pitești este înfrățit cu următoarele localități:
- Kragujevac, Serbia din 1970
- Sumqayıt, Azerbaidjan din 1971
- Caserta, Italia din 1972
- Springfield, Ohio, Statele Unite din 2000
- Borlänge, Suedia din 2001
- Muntinlupa, Filipine din 2006
- Bydgoszcz, Polonia din 2007
- Tynaarlo, Țările de Jos din 19 aprilie 2008[54]
- Gyumri, Armenia din 29 octombrie 2012
- Chongqing, Republica Populară Chineză din 3 iulie 2013

## Galerie de imagini

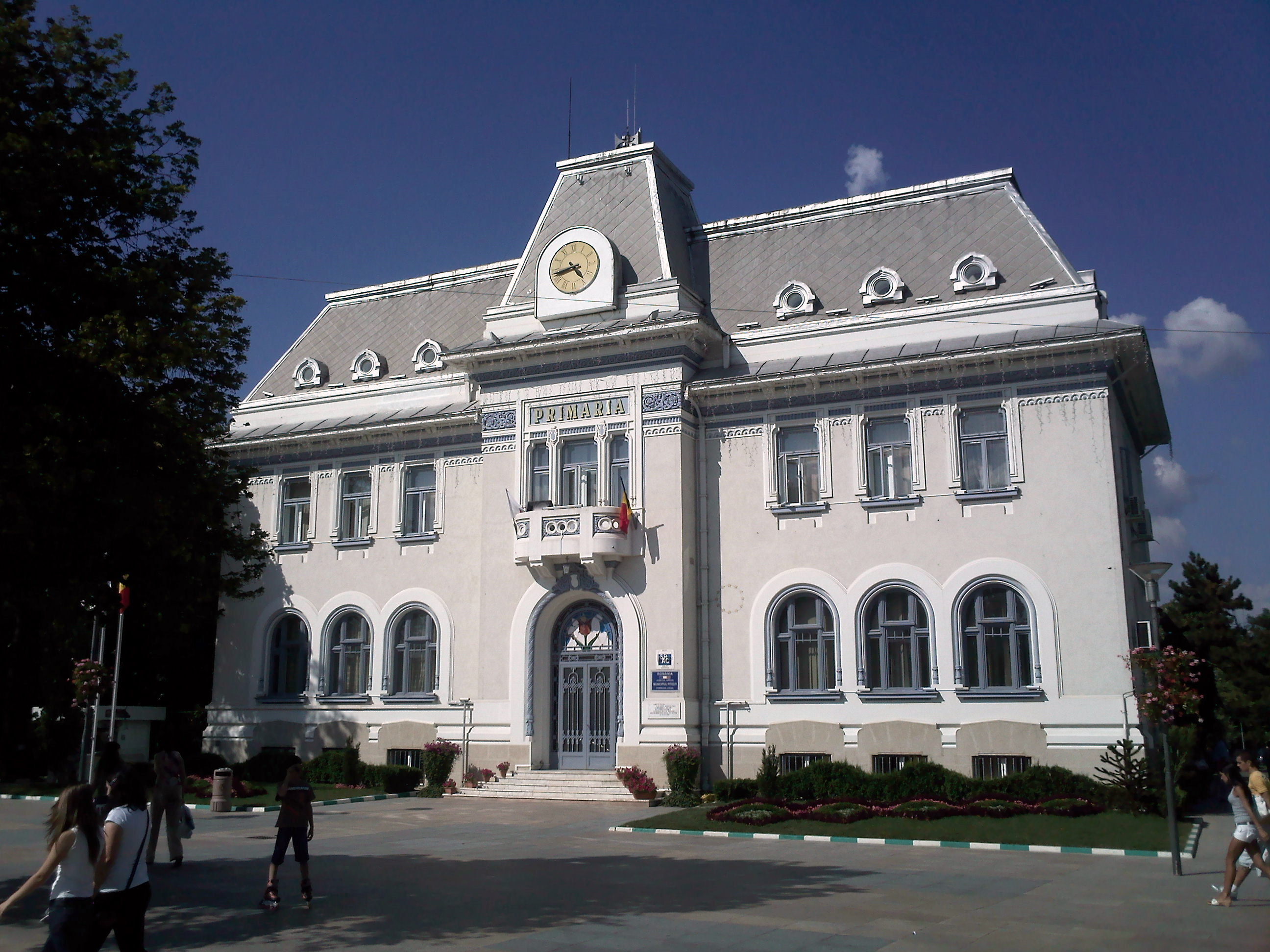
Primăria municipiului Pitești
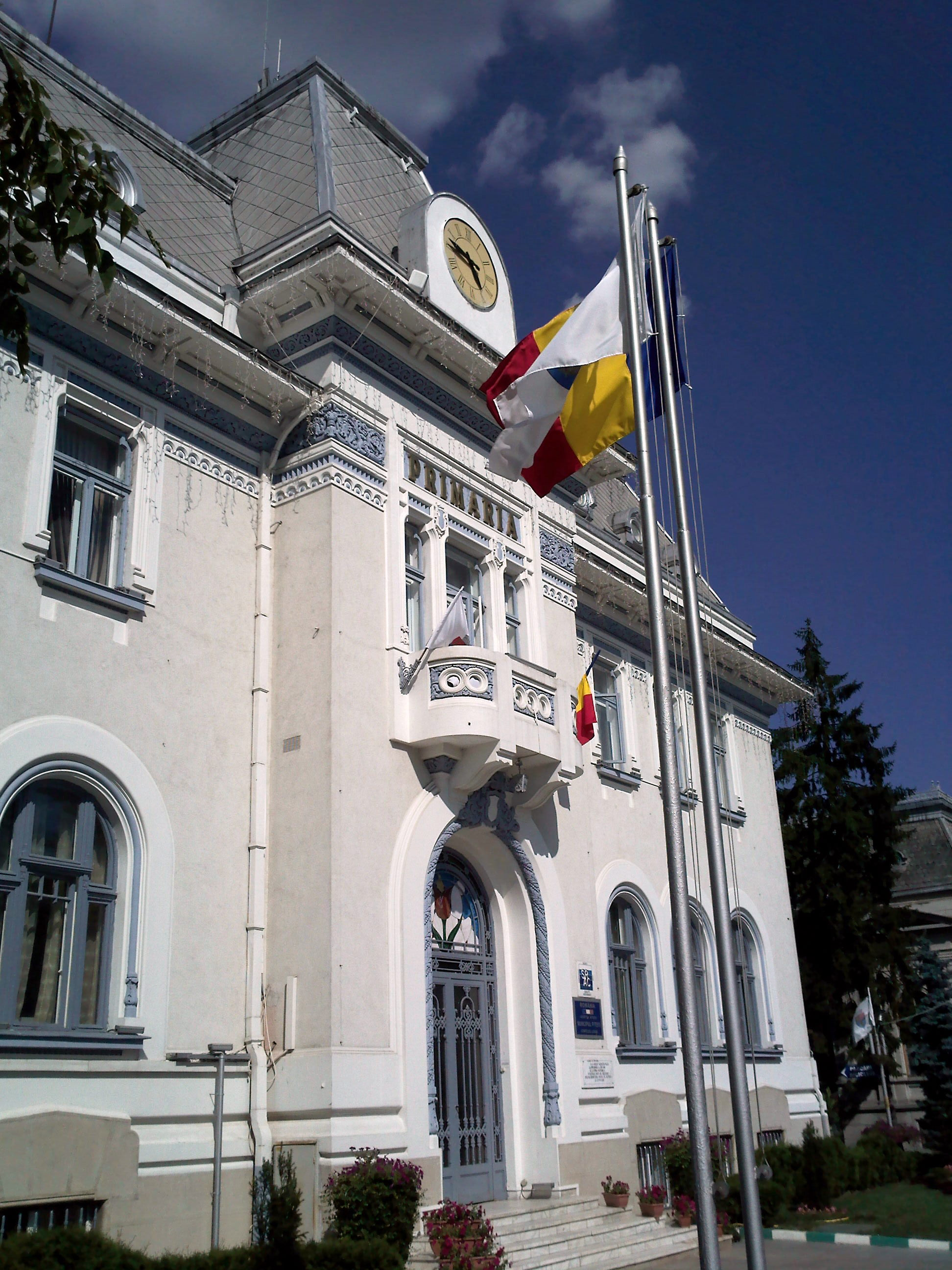
Primăria municipiului Pitești
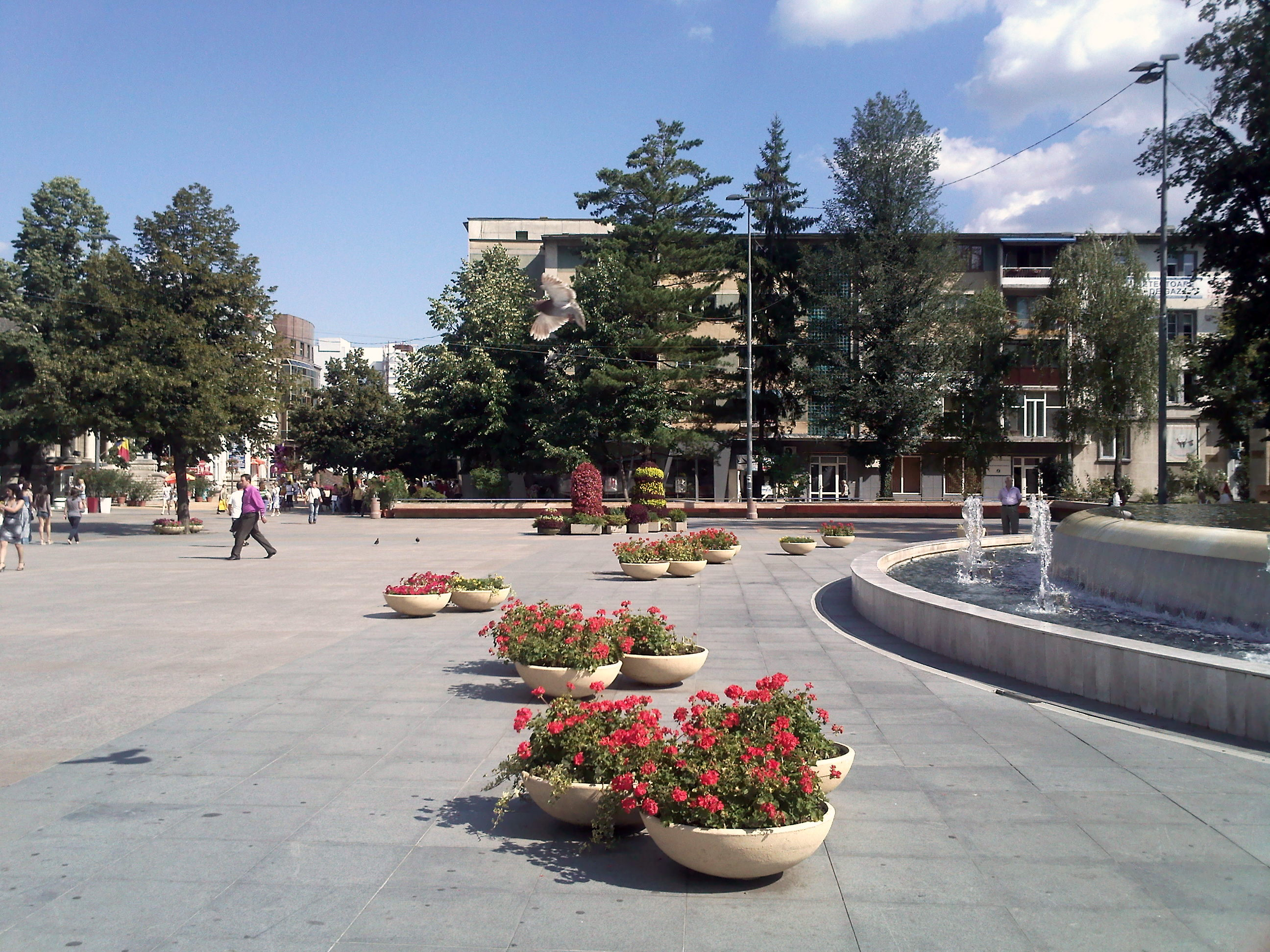
Piața Primăriei
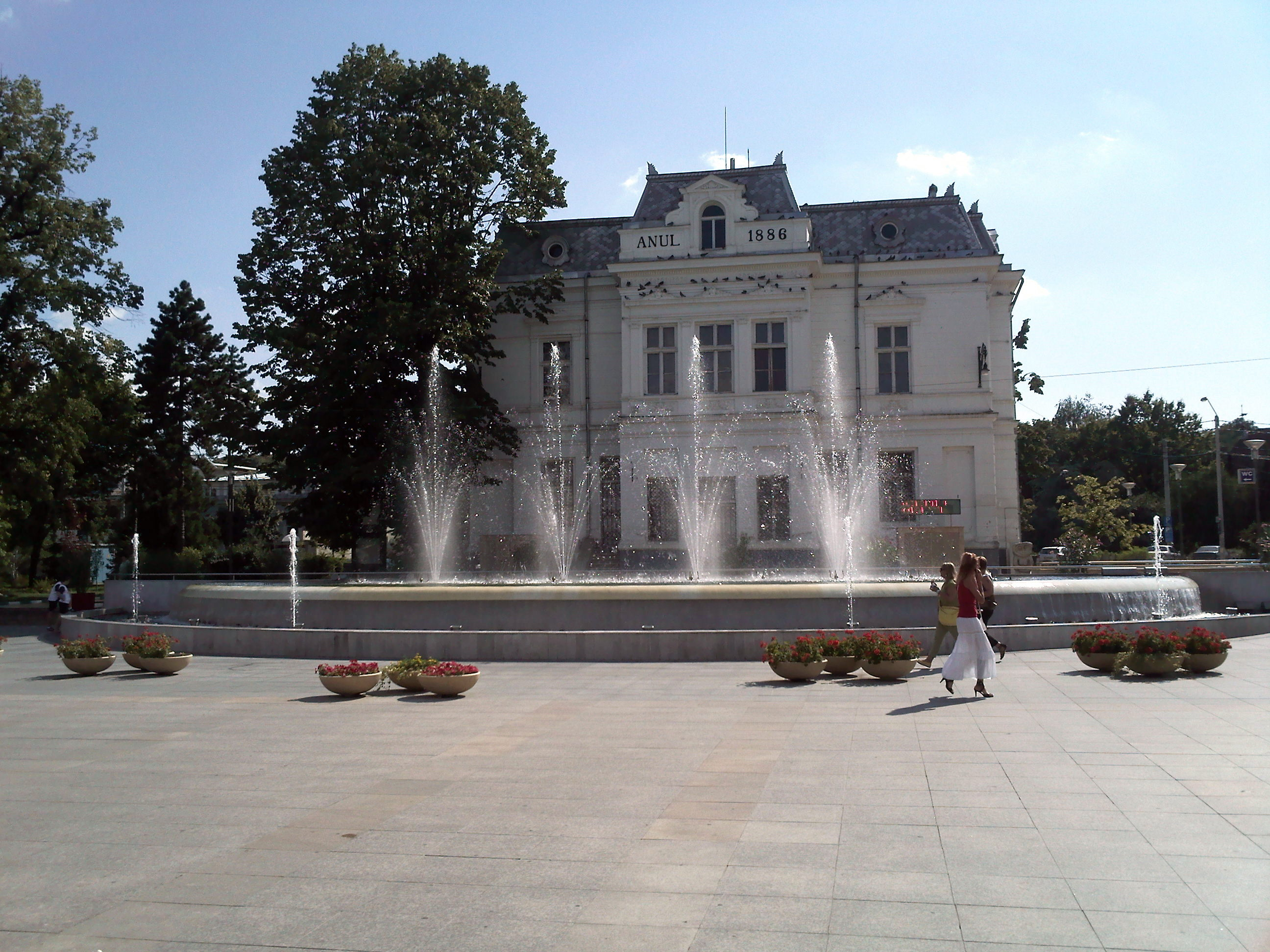
Fântâna din Piața Primăriei și Galeria de Artă
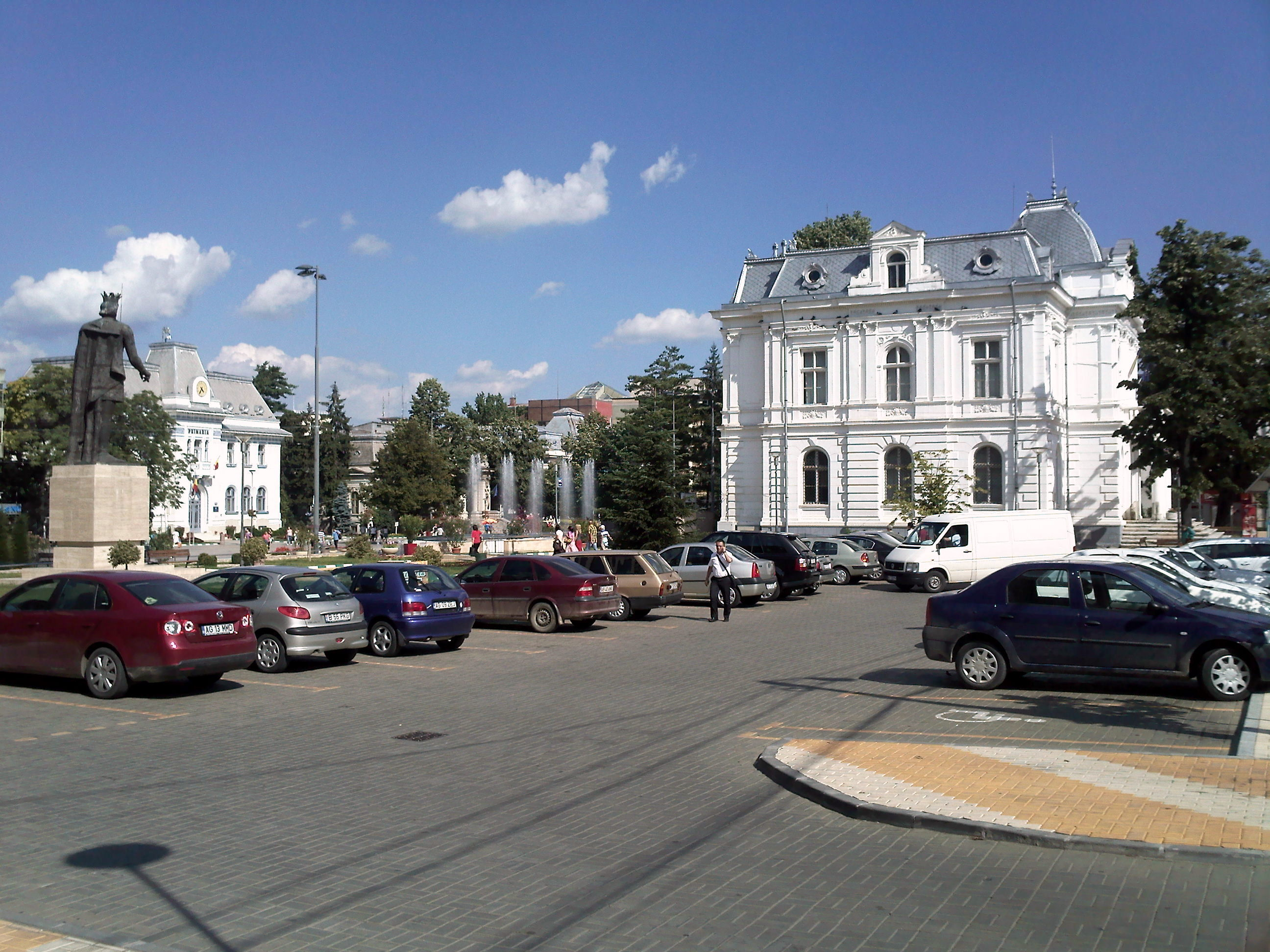
Galeria de Artă (vedere dinspre Teatrul „Al. Davila”)
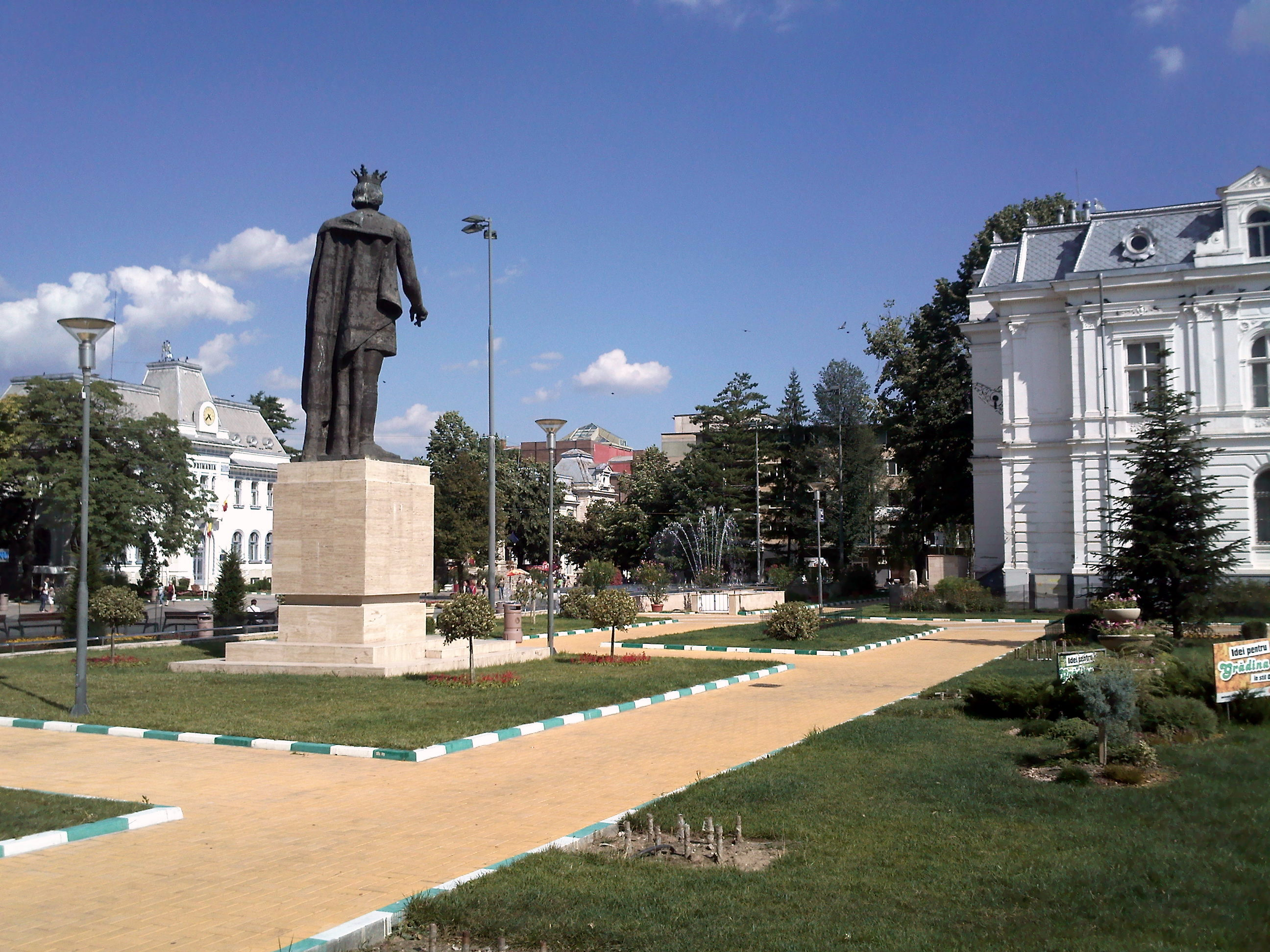
Statuia lui Mircea cel Bătrân
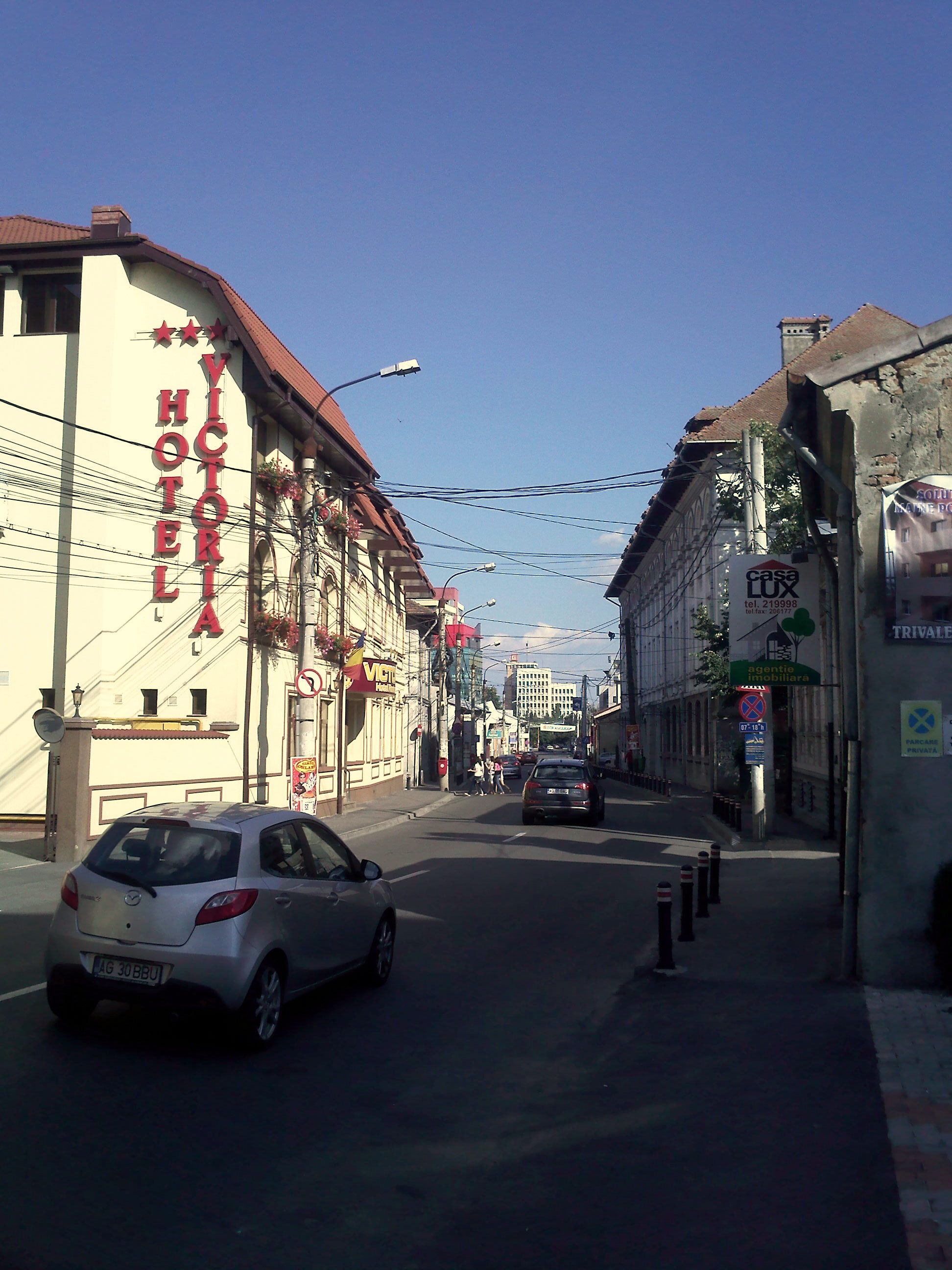
Strada Egalității și Hotelul „Victoria”
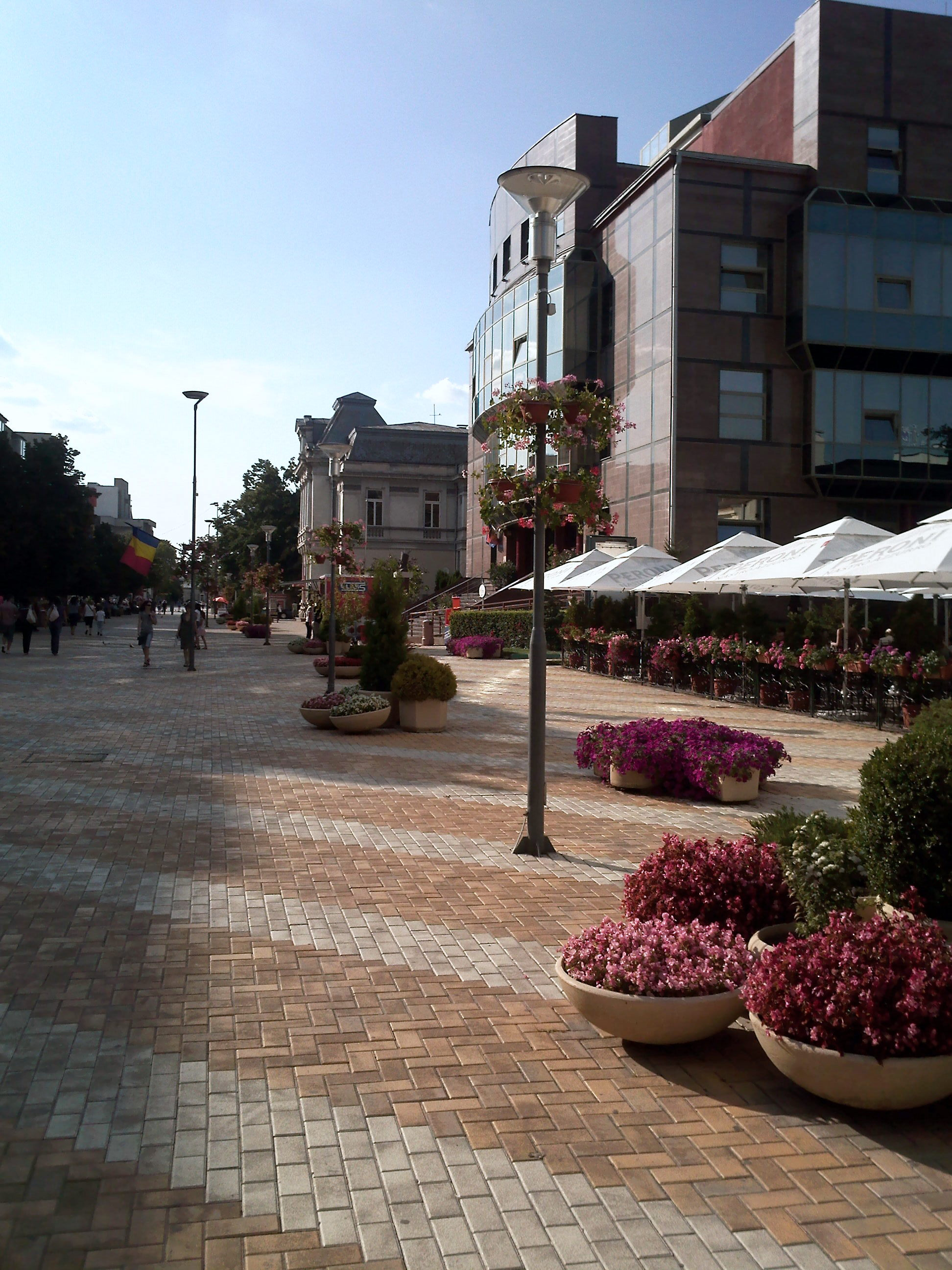
Strada Victoriei, exclusiv pietonală din 2008
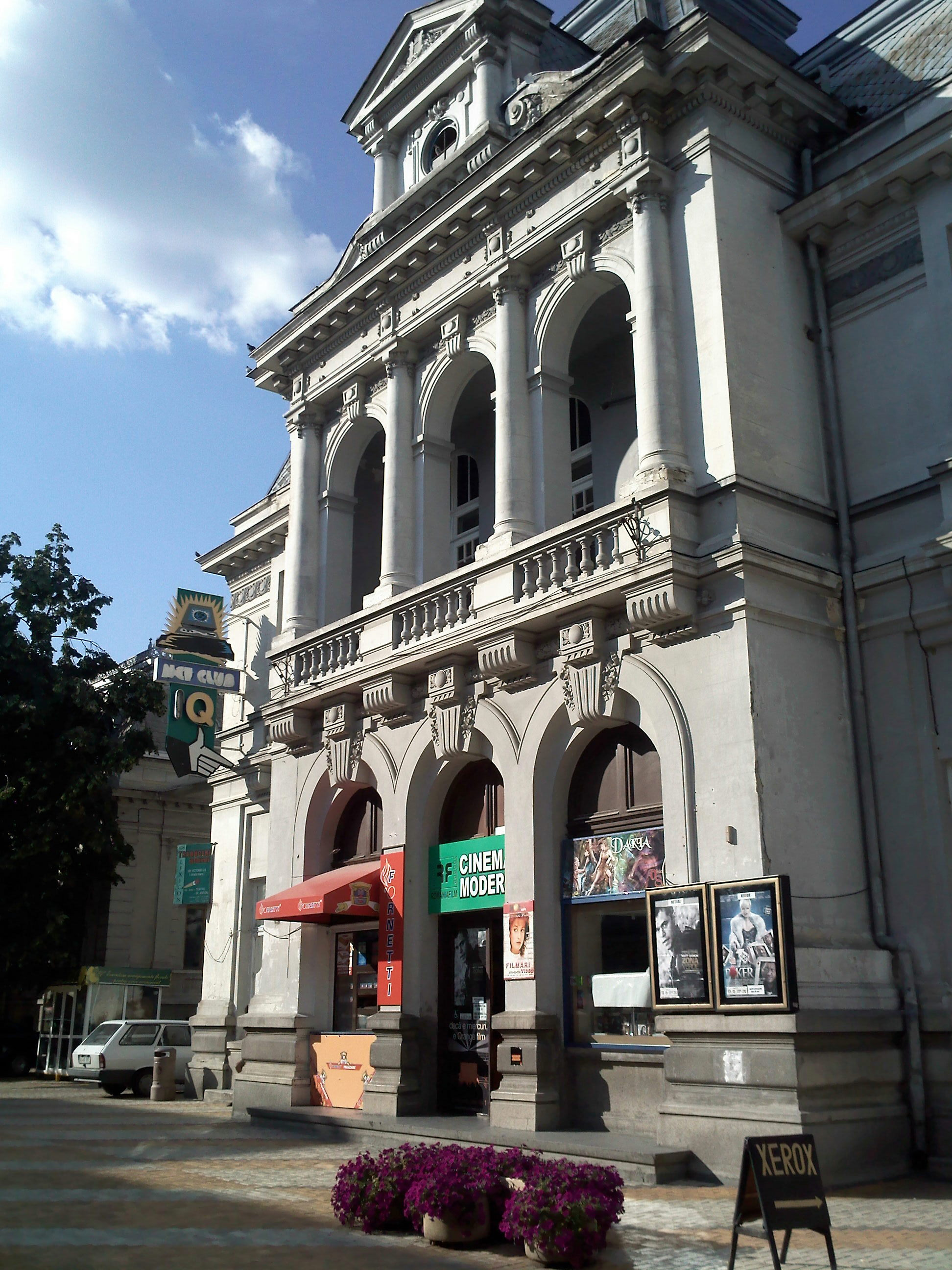
Cinematograful „Modern” din Strada Victoriei
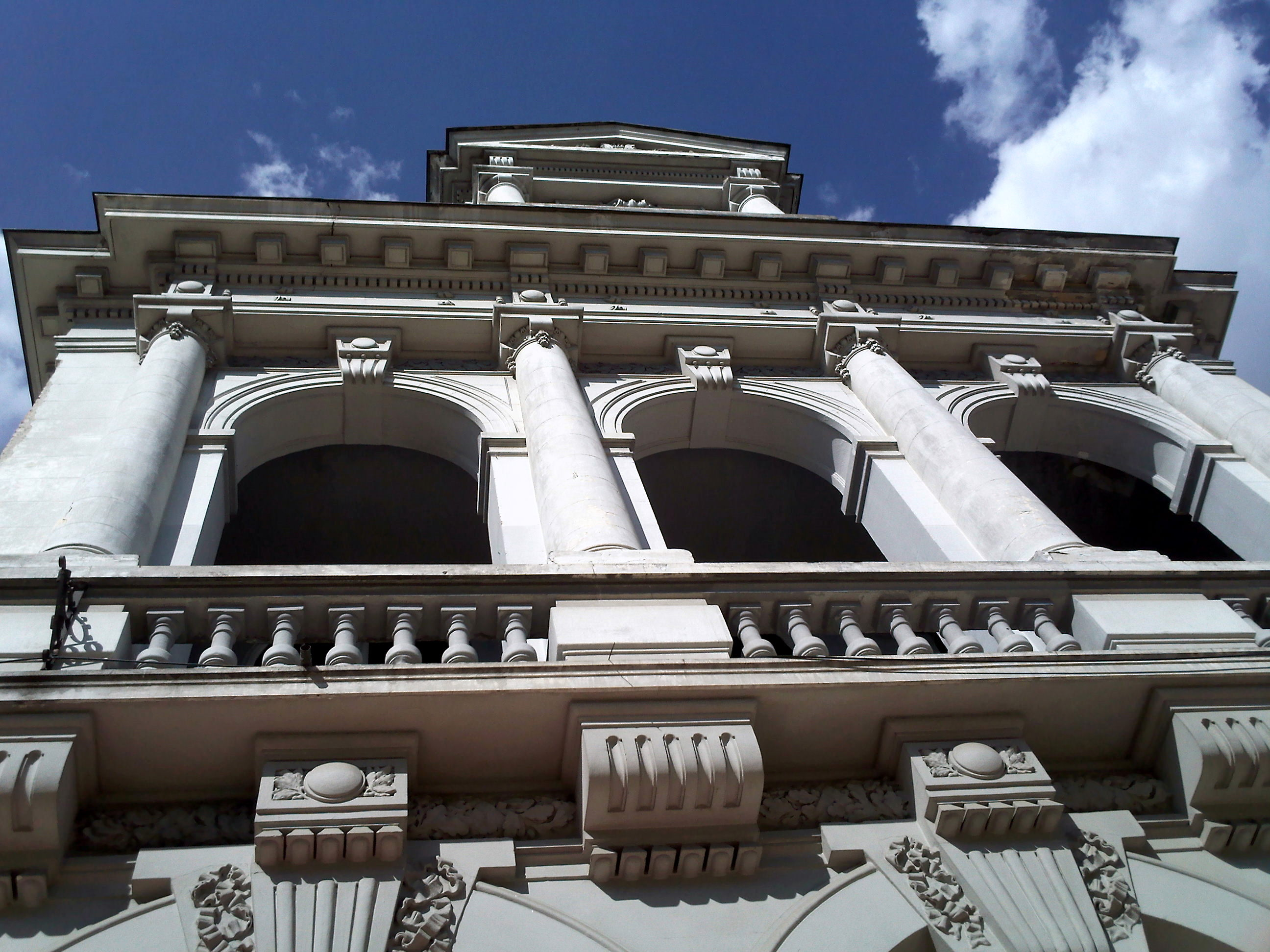
Cinematograful „Modern” (vedere în detaliu)
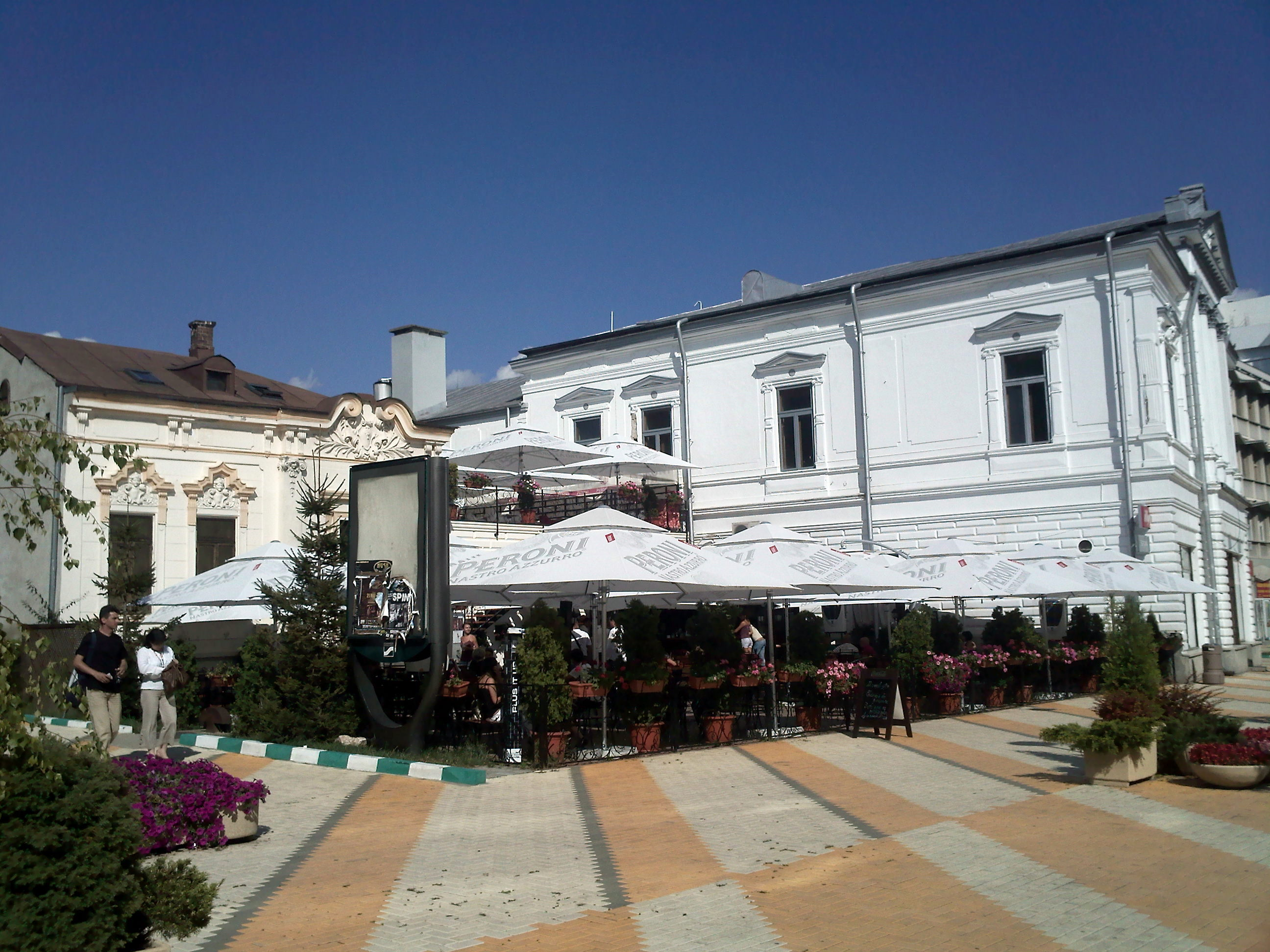
Clădiri de patrimoniu situate pe Strada Victoriei
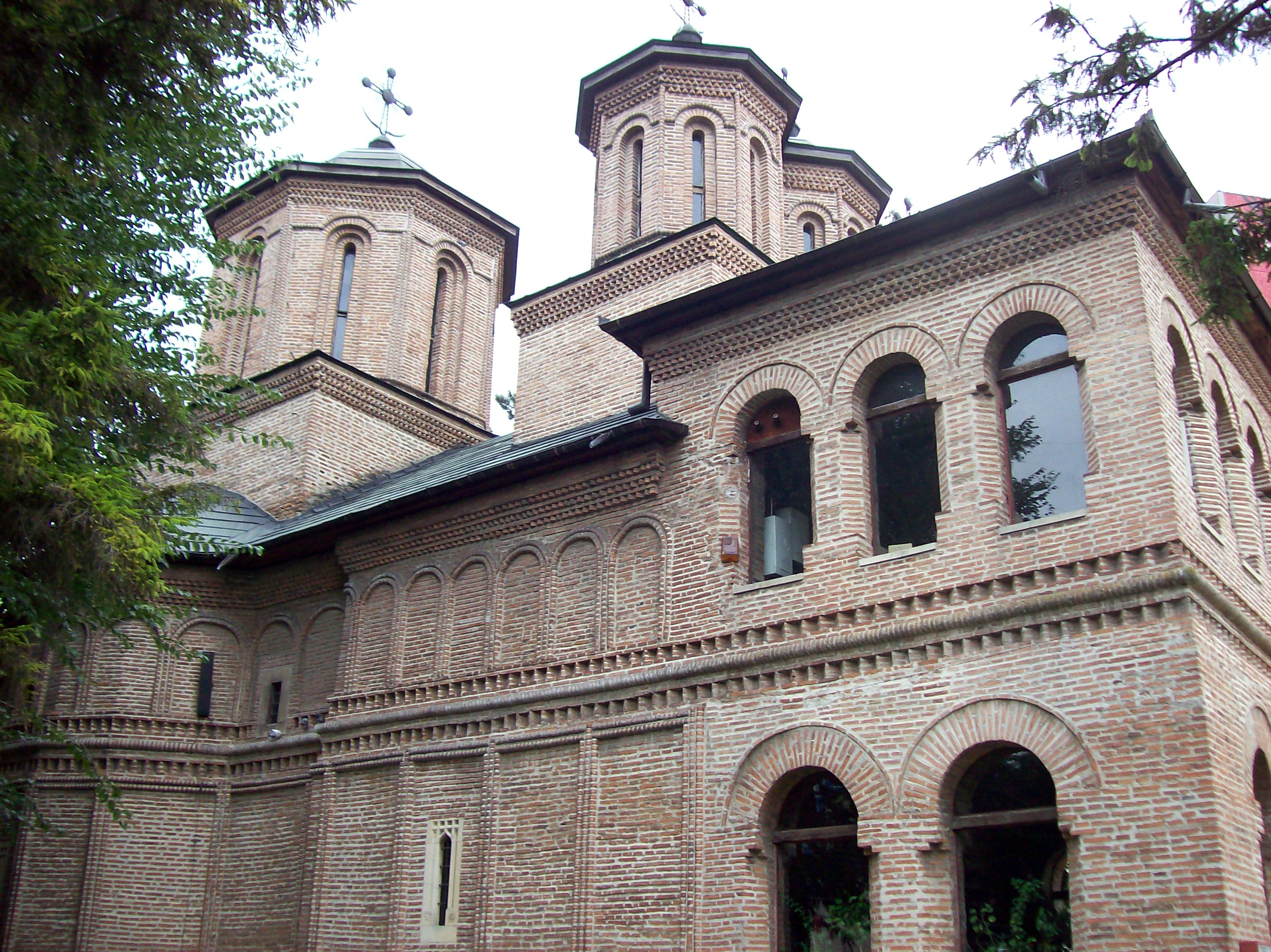
Catedrala Domnească „Sfântul Gheorghe”
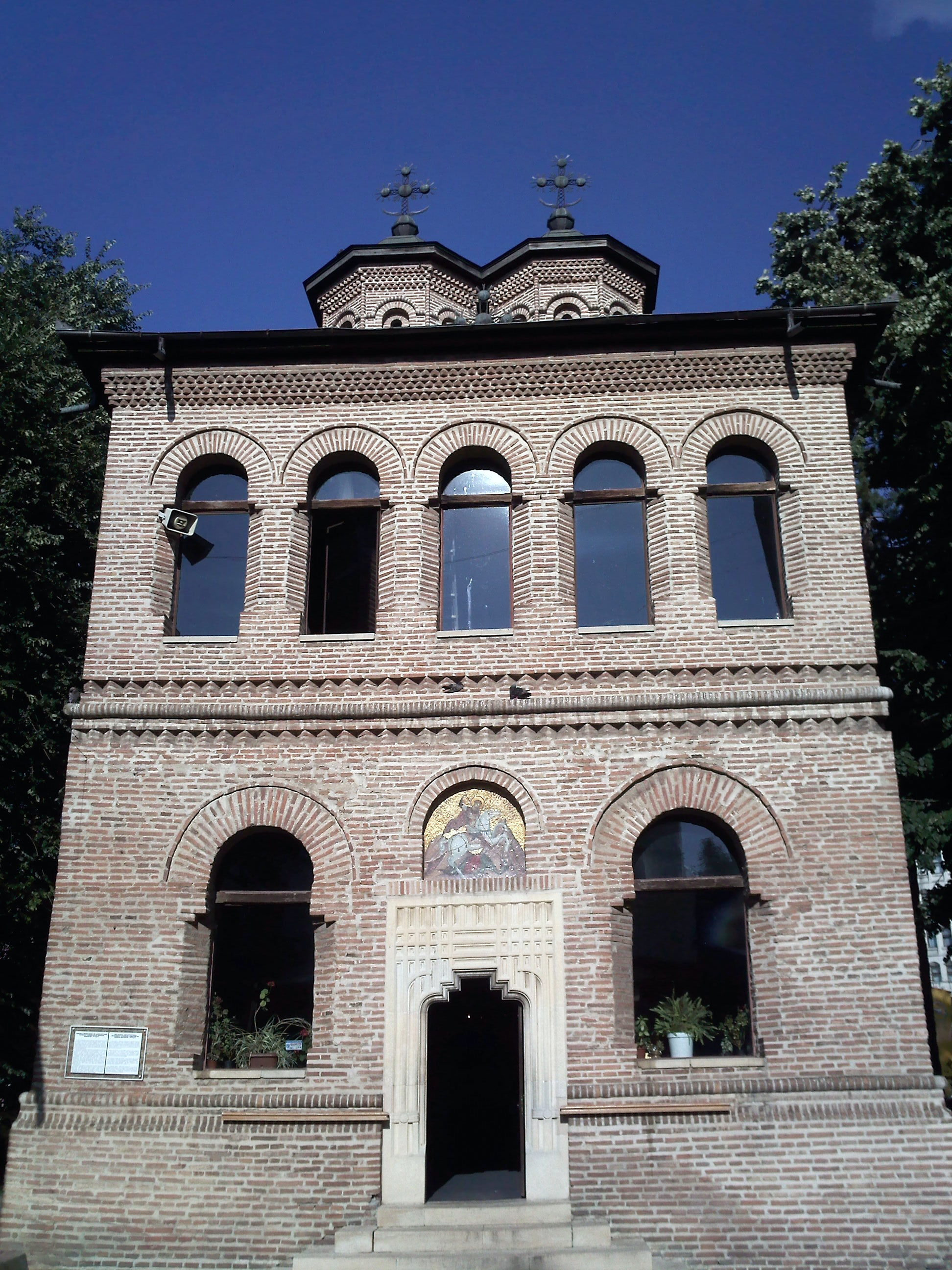
Catedrala Domnească „Sfântul Gheorghe”
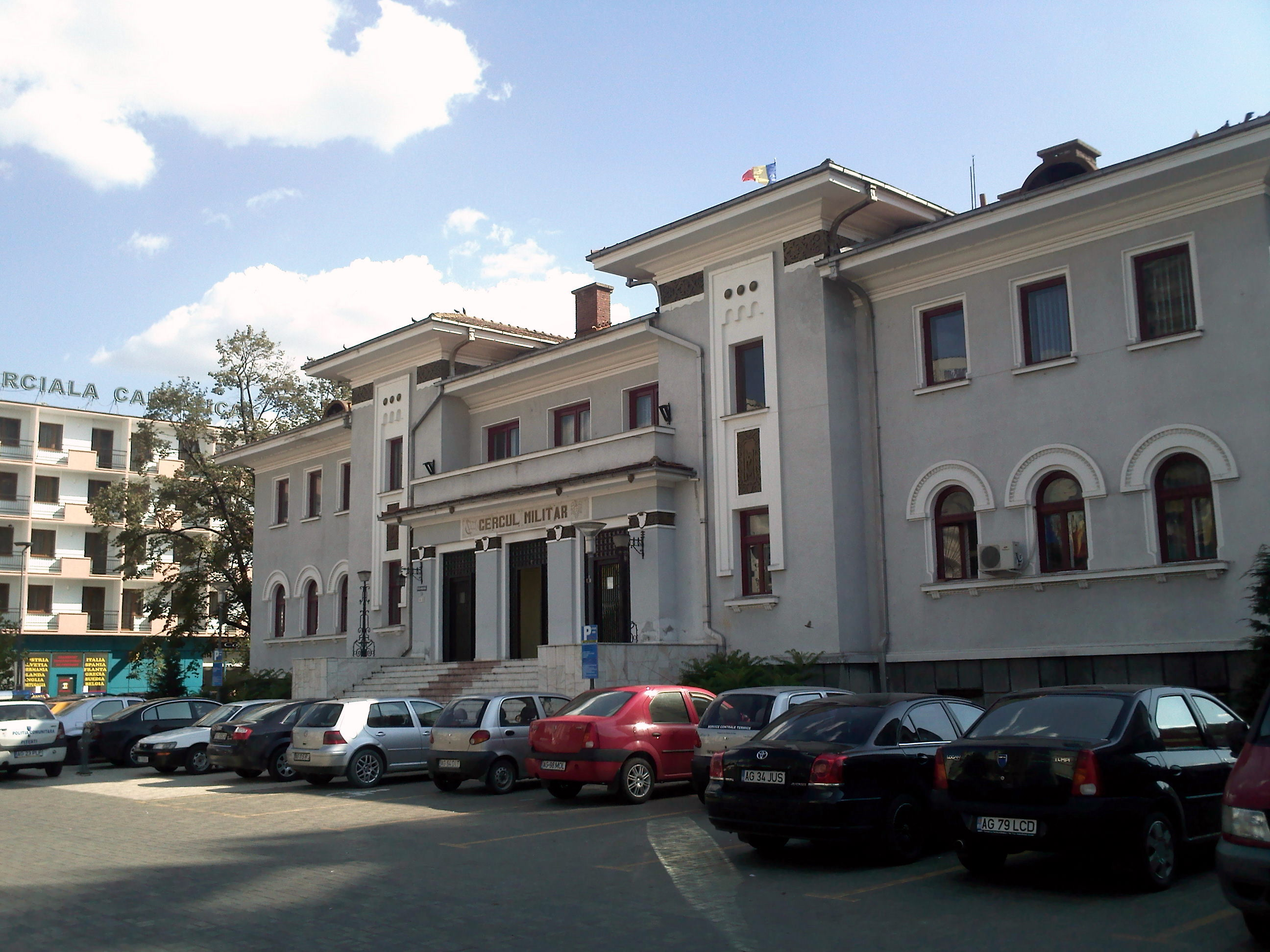
Cercul Militar Județean (vedere dinspre Magazinul „Trivale”)
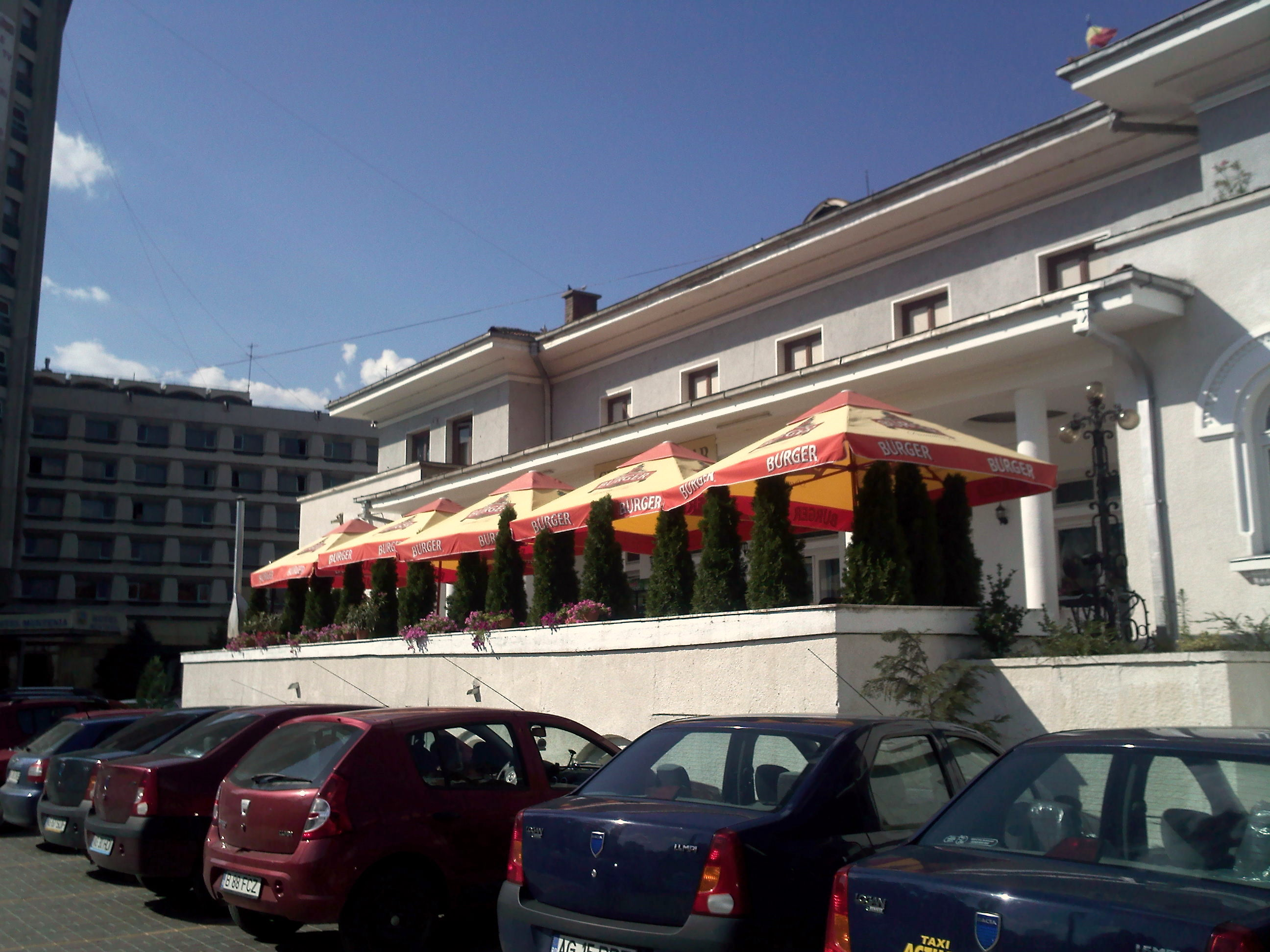
Cercul Militar Județean (vedere din spate)
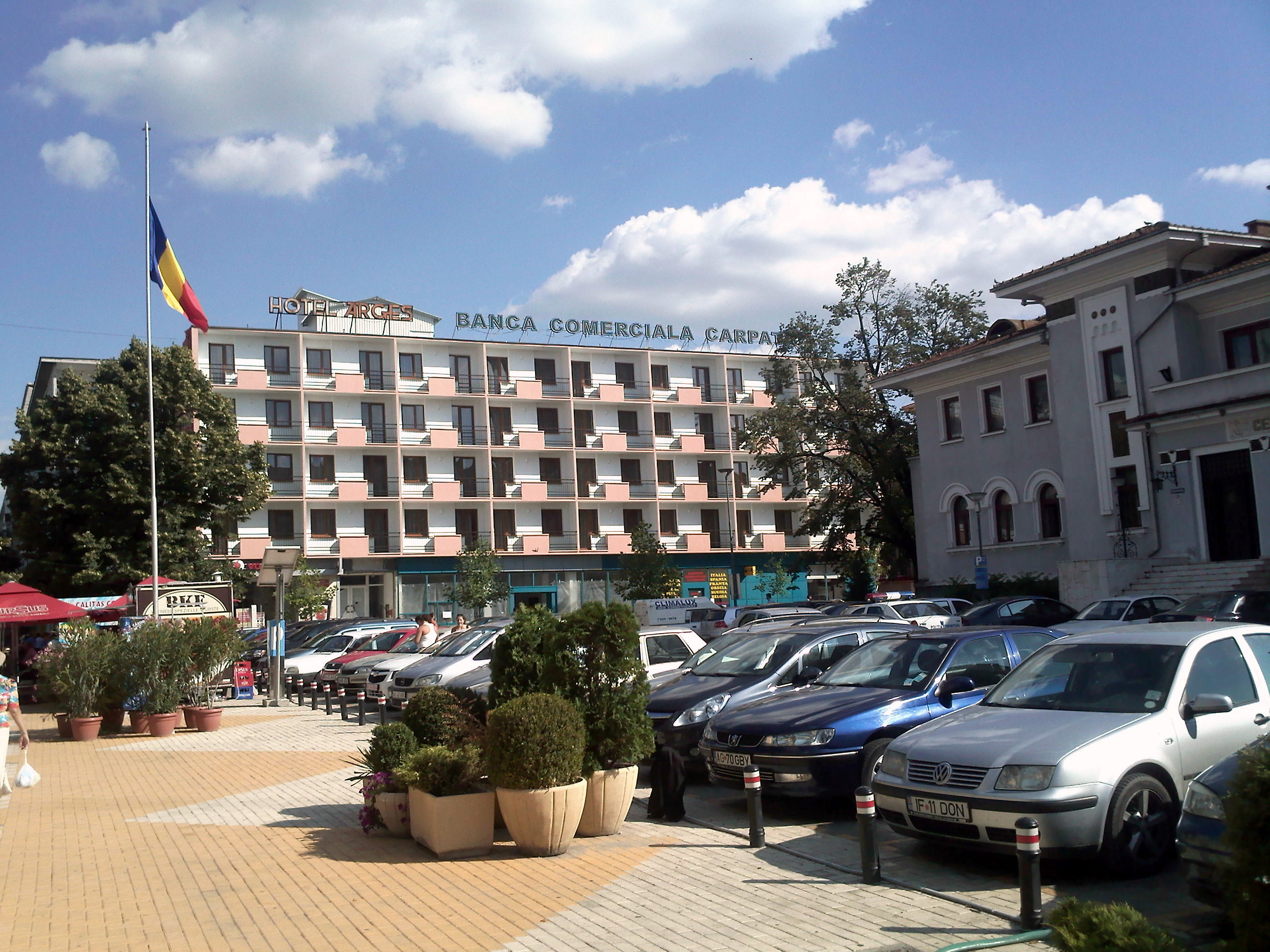
Piața Muntenia, Hotelul „Argeș” și Cercul Militar Județean
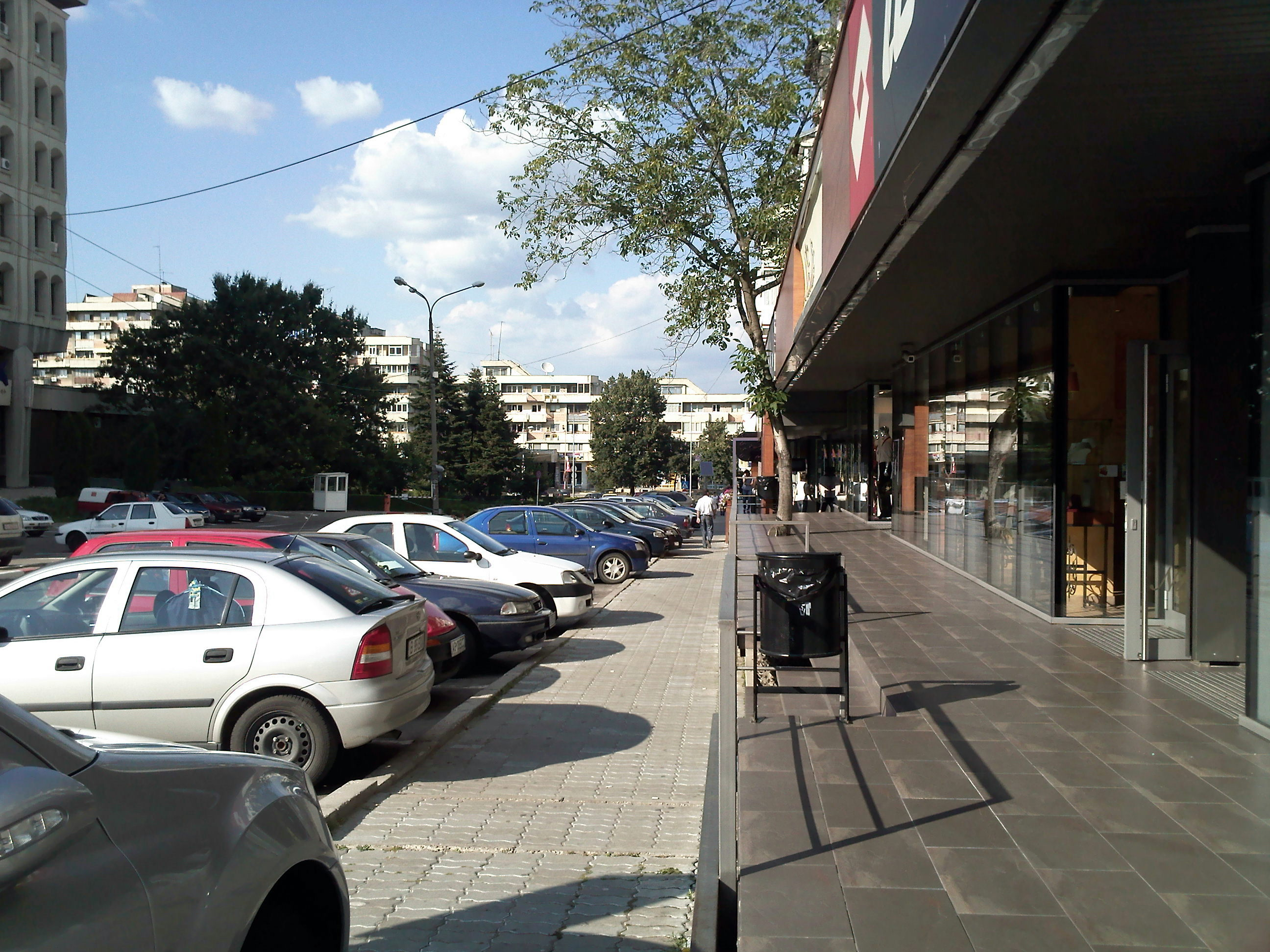
Zona comercială „Central Plaza”
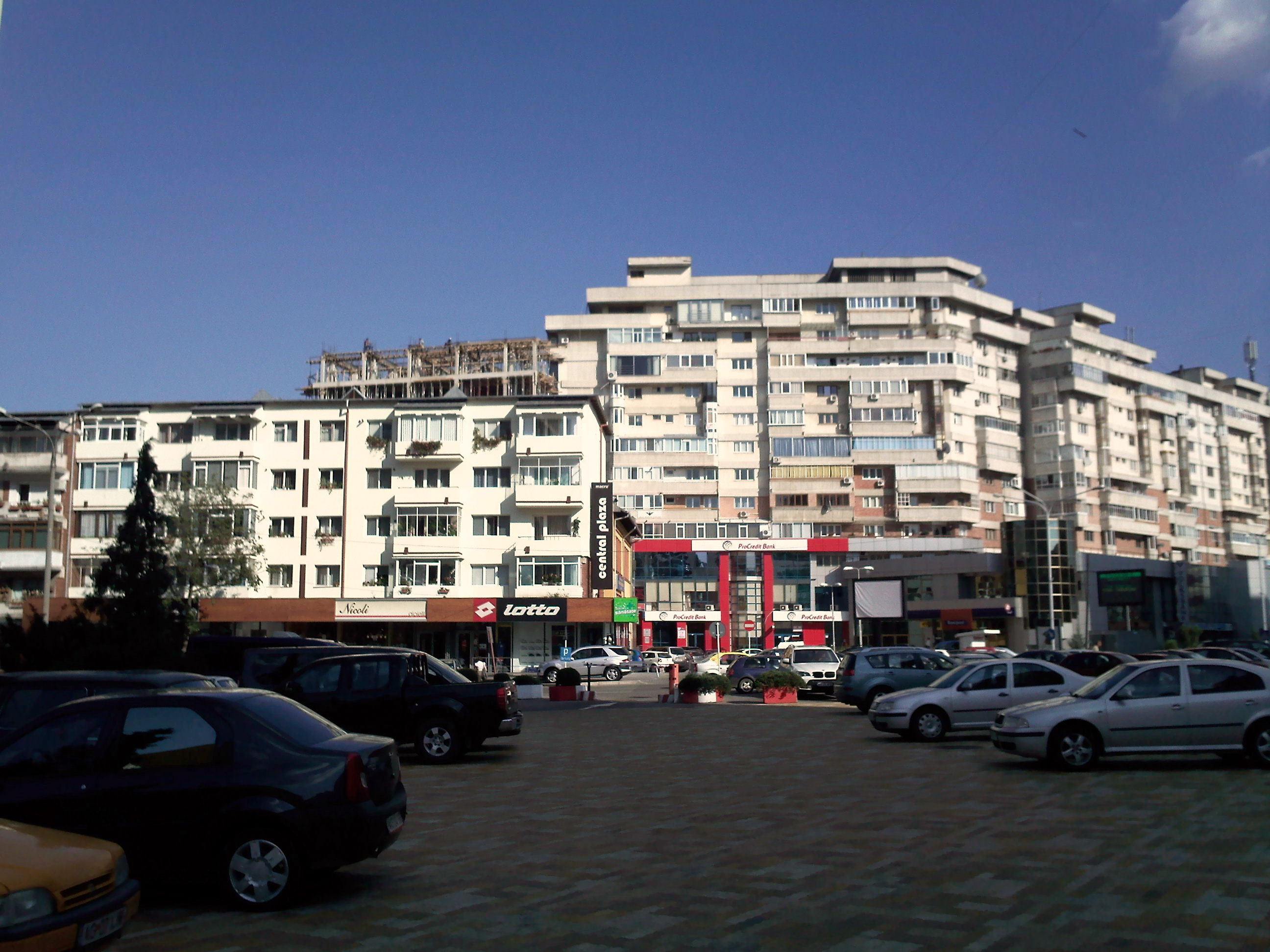
Zona comercială „Central Plaza”
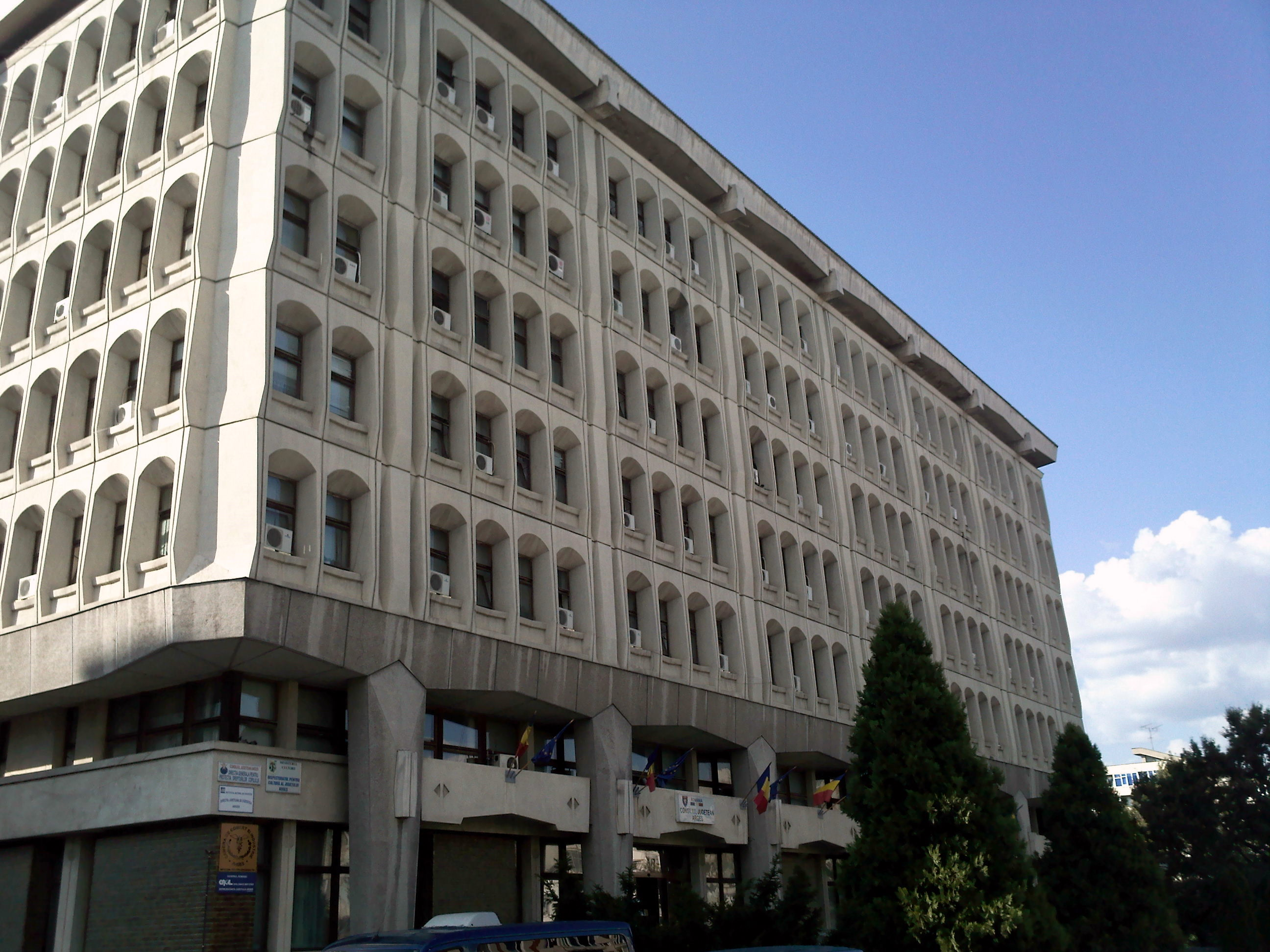
Prefectura și Consiliul Județean Argeș
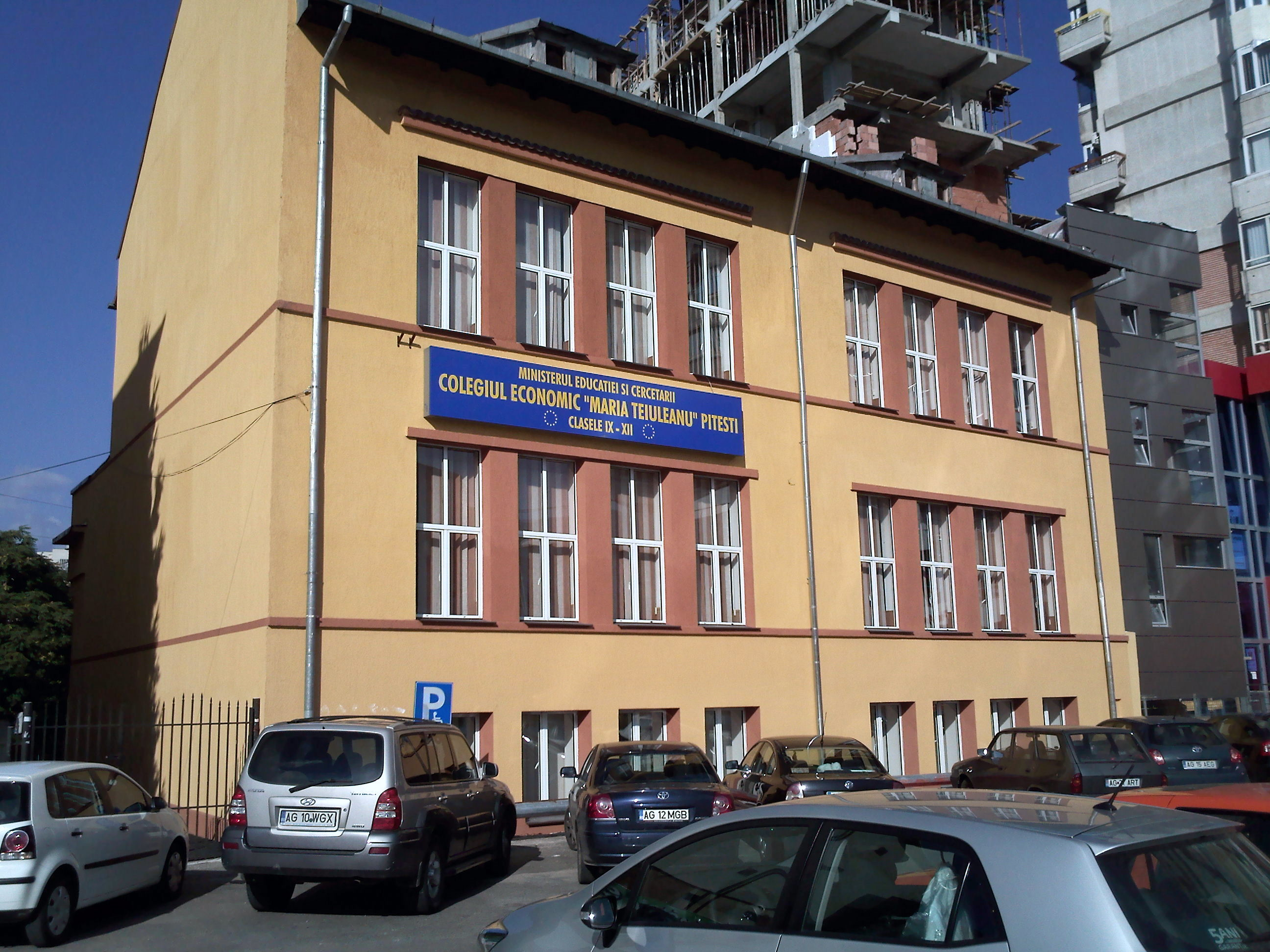
Colegiul Economic
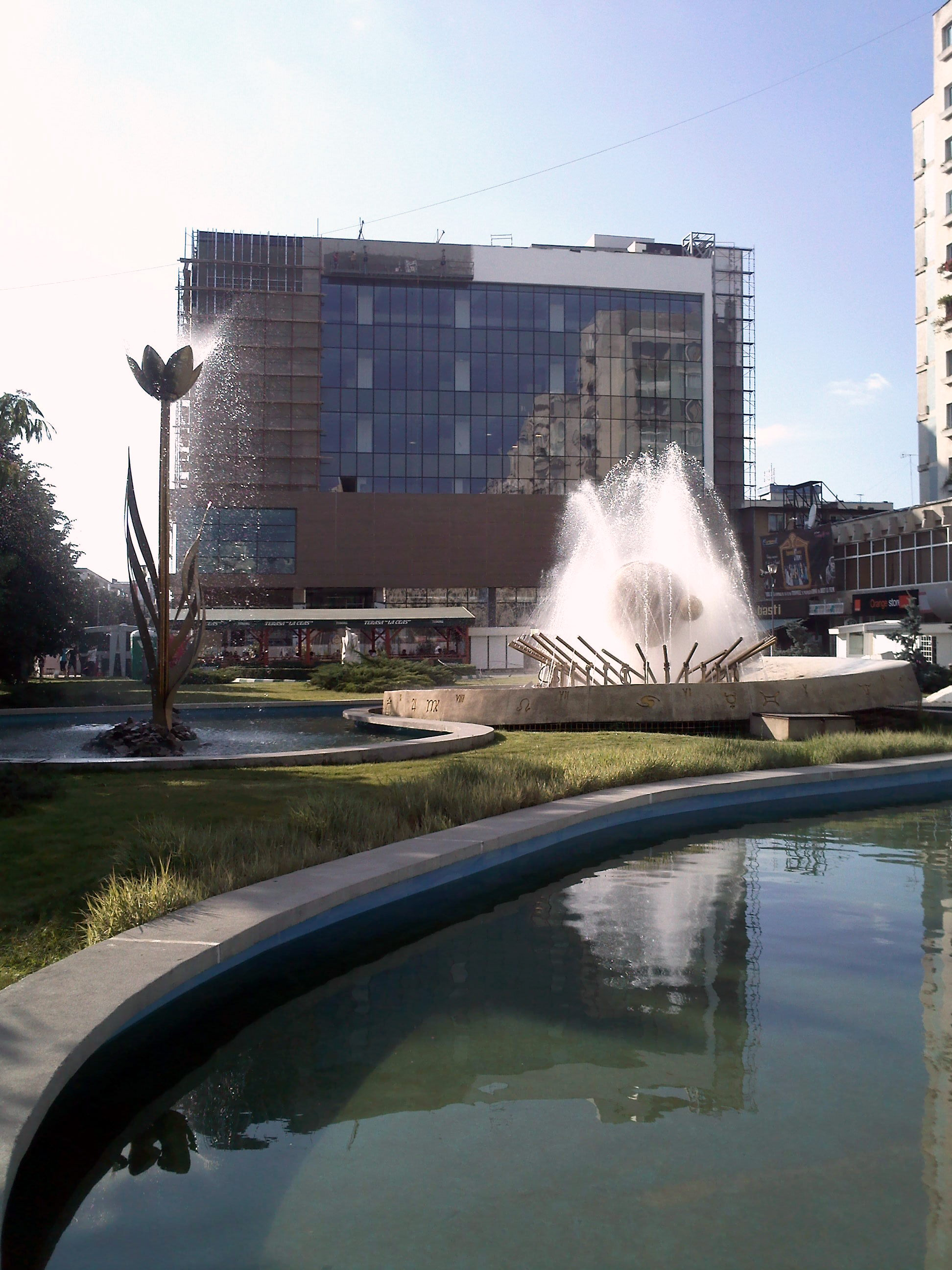
Centru (vedere către Magazinul „Trivale”)
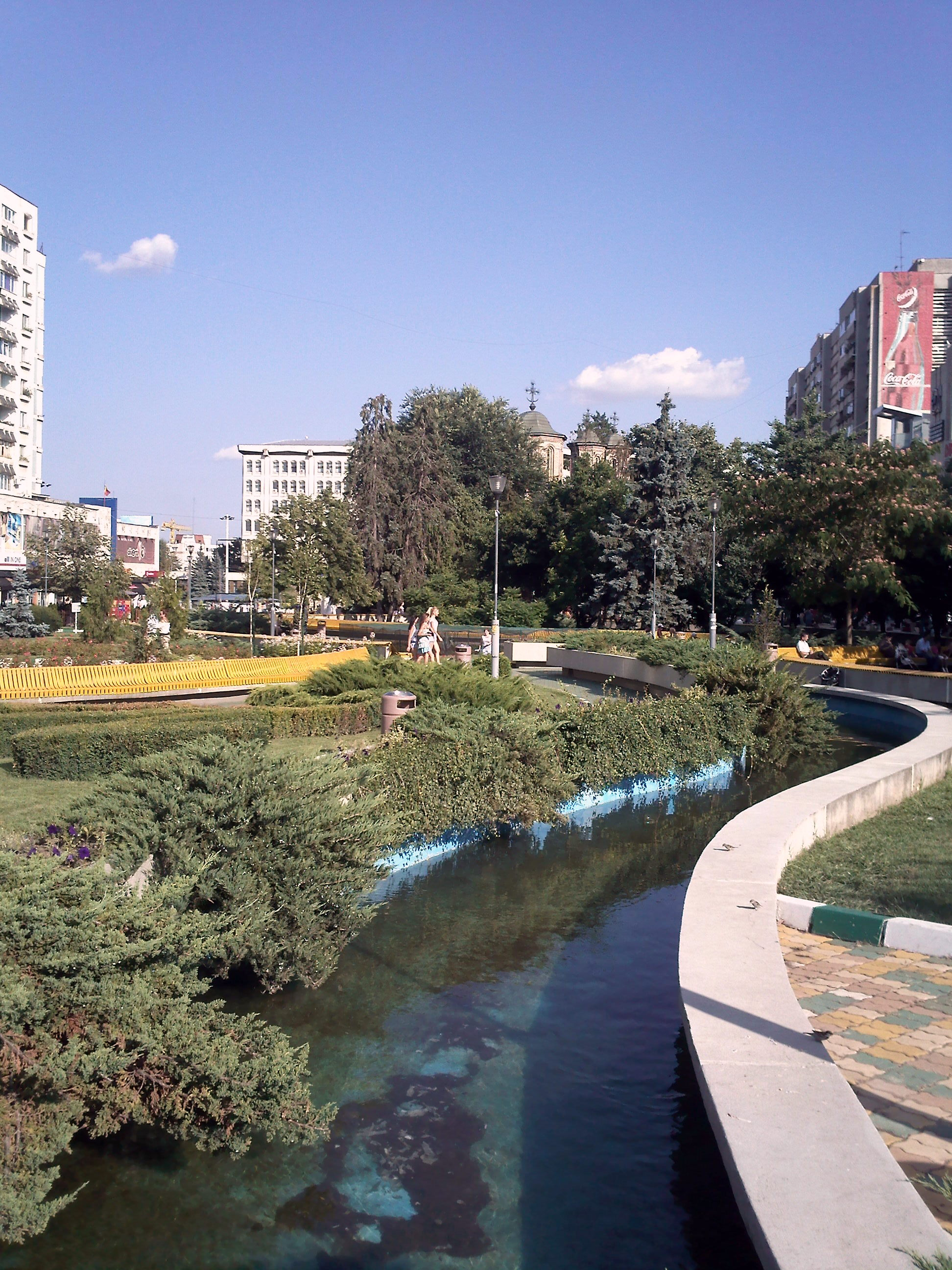
Centru (vedere către Catedrala Domnească „Sfântul Gheorghe”)
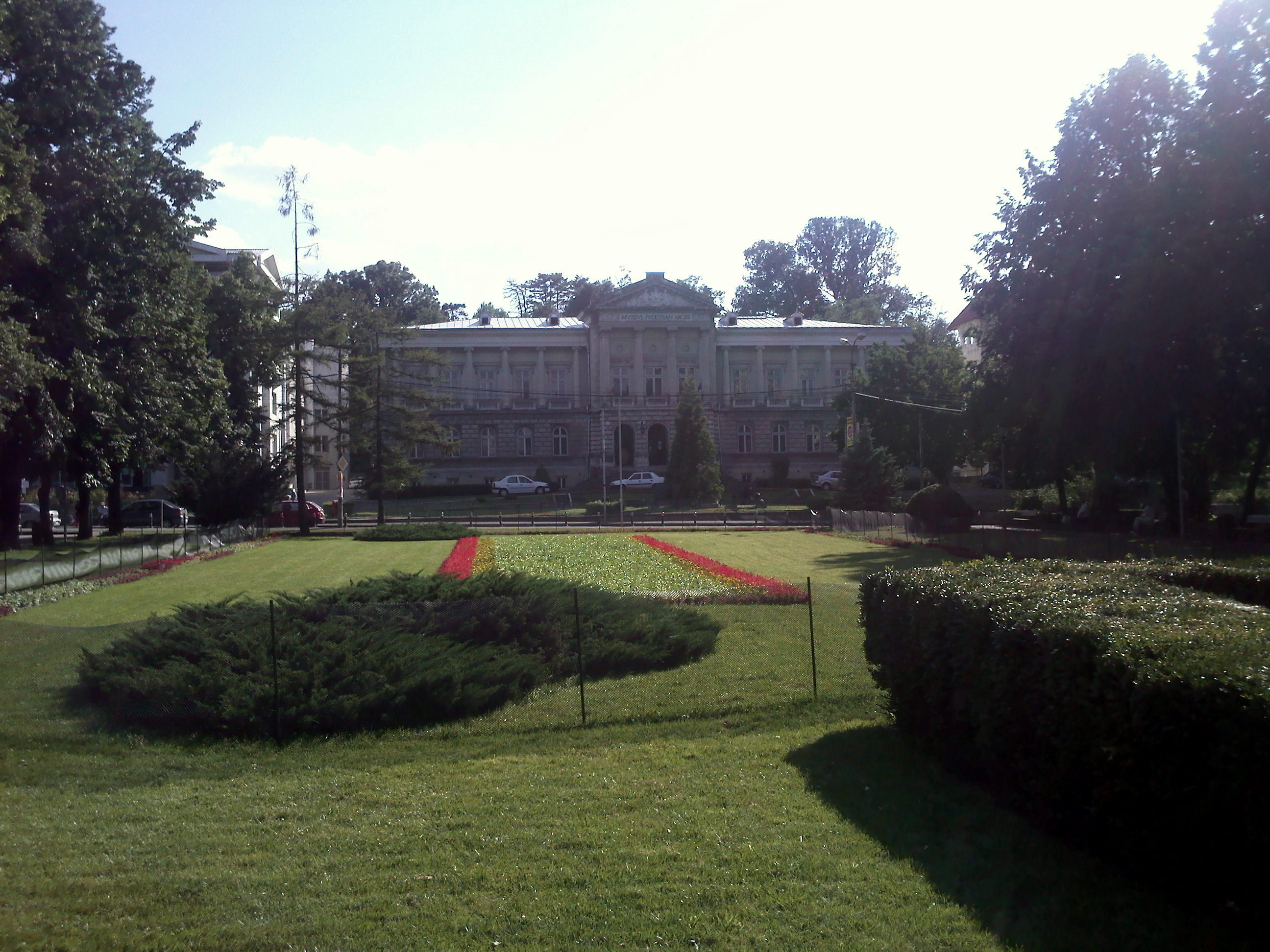
Grădina Publică și Muzeul Județean Argeș
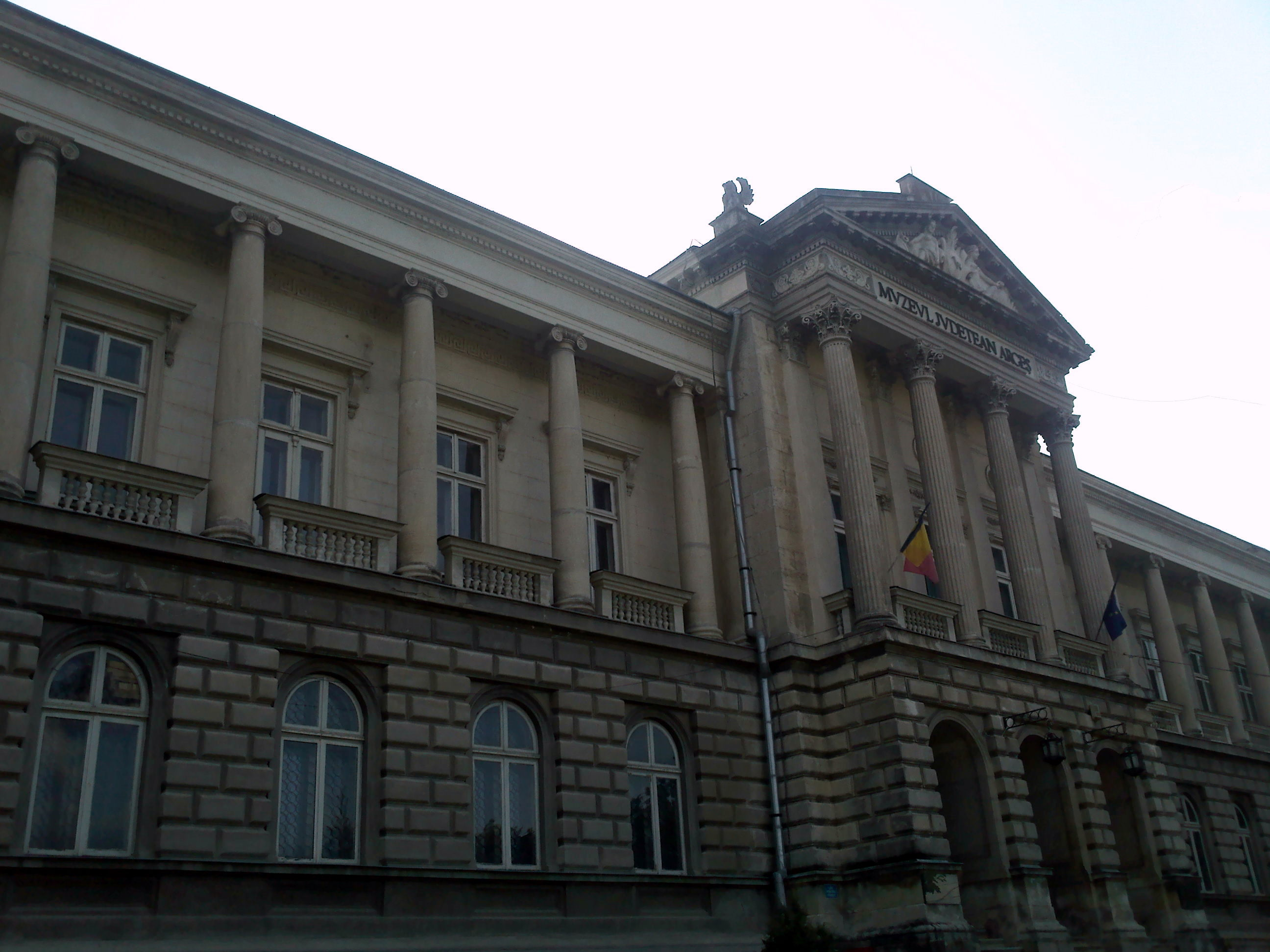
Muzeul Județean Argeș
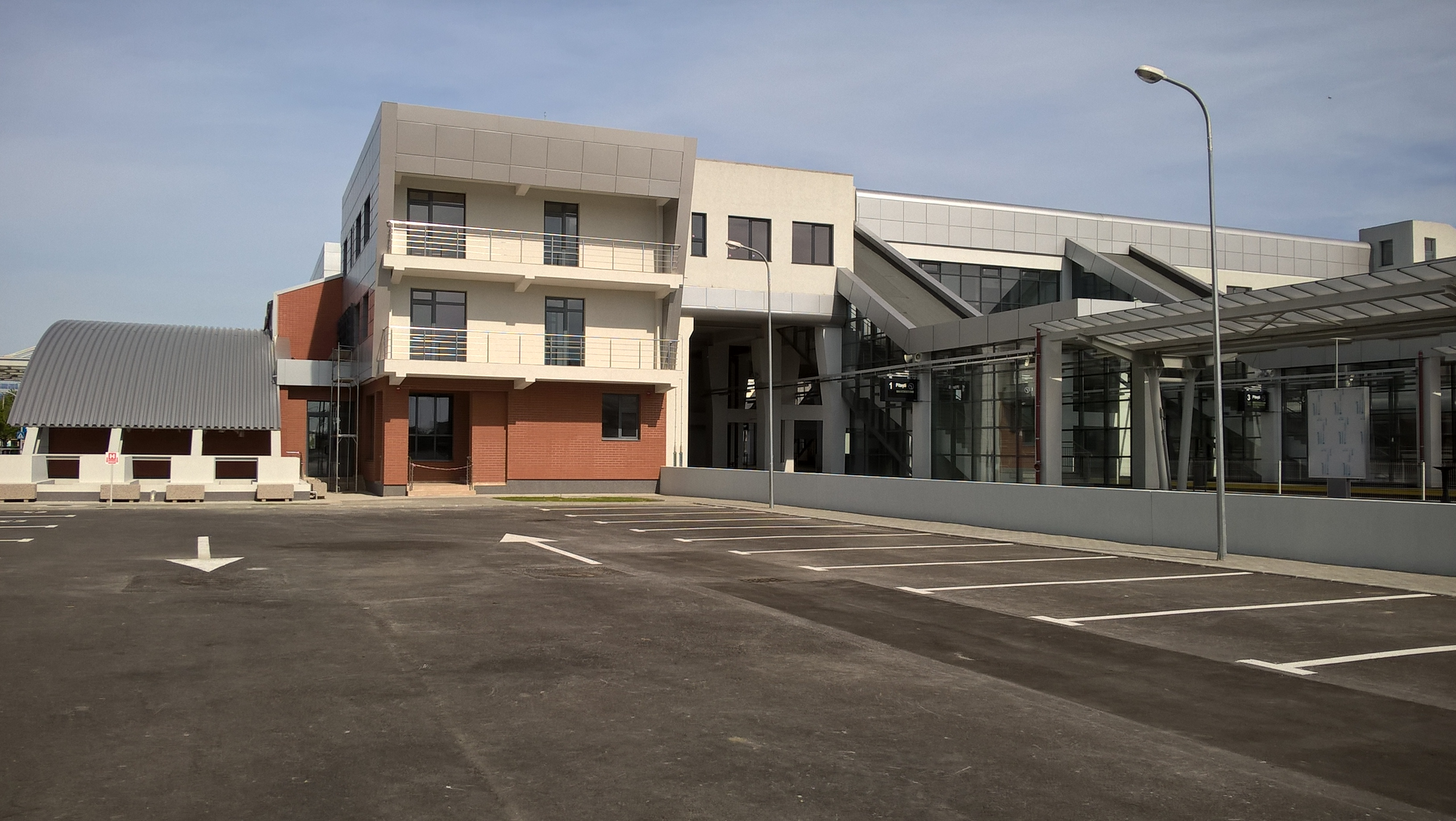
Gara Pitești (vedere laterală)
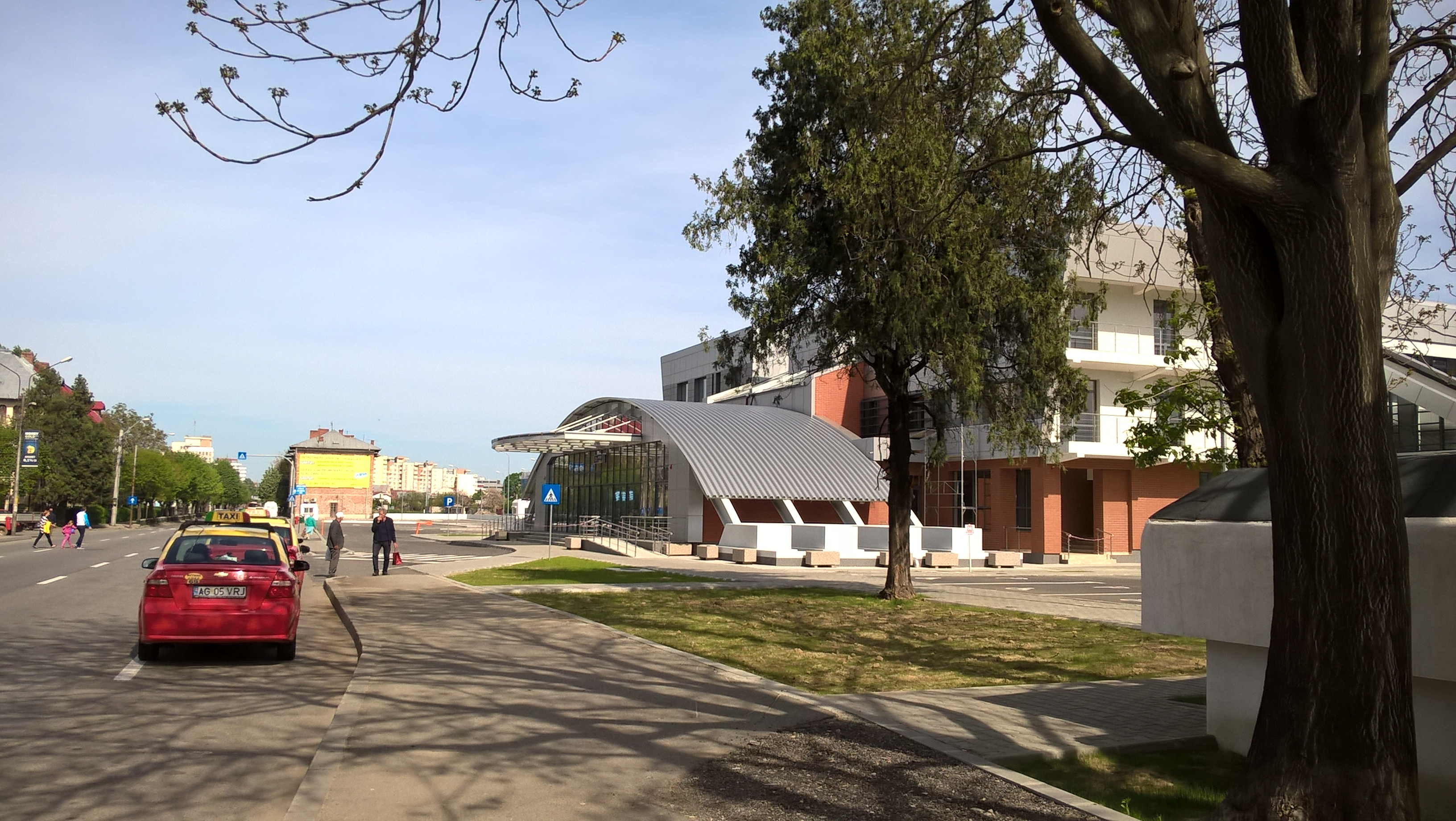
Fațadă Gara Pitești (vedere dinspre Bd. Republicii)